# Praça Diogo de Vasconcelos
A praça Diogo de Vasconcelos (popularmente denominada Praça da Savassi) é um logradouro da cidade de Belo Horizonte. Localiza-se na confluência entre as avenidas Cristóvão Colombo e Getúlio Vargas. Confluem ali também as ruas Pernambuco e Antônio de Albuquerque.
Seu nome homenageia o político e historiador Diogo de Vasconcelos, que se destacou como pioneiro na defesa do patrimônio histórico e artístico, mineiro e nacional, e é considerado o primeiro historiador de arte no Brasil.
O nome informal de praça da Savassi deriva da Padaria Savassi que tinha assento na esquina da Rua Pernambuco com a Avenida Cristóvão Colombo. O letreiro original da padaria ainda podia ser visto no local, por trás da placa da boutique Toulon, até a instalação de uma lanchonete Arturo's, quando foi removida. Hoje funciona no local uma loja da Vivo.
A praça um movimentado ponto de encontro dos belorizontinos, visto que se localiza no centro do bairro da Savassi, importante região comercial da cidade. A vasta gama de frequentadores inclui desde famílias, que vão às compras ou aos cafés e restaurantes da região, até a juventude boêmia que frequenta os bares ou passa as noites de fim de semana nos bancos da praça.
Desde 2006, o local, que antes abrigara majoritariamente boutiques, restaurantes e lanchonetes, foi invadida pelas lojas de companhias de telefonia móvel. Os frequentadores do tradicional Café Três Corações chegaram a protestar no local contra seu fechamento em função da abertura de uma loja da operadora Claro. Após o protesto, o café foi reaberto em uma área menor, correspondente a uma pequena fração da antiga instalação, com entrada apenas pela Rua Antônio de Albuquerque.

## Reformas na praça
Como uma forma de preparar a cidade para a Copa de 2014 e continuar com projetos de revitalização da região central de Belo Horizonte, começou em maio de 2011 obras para reestruturar a praça. O orçamento inicial era de R$ 14 milhões, mas encolheu 25% posteriormente por deixar de fora a reforma dos passeios das Avenidas Getúlio Vargas e Cristóvão Colombo. No valor de R$ 10,4 milhões, as melhorias ficaram restritas à praça e aos quatro quarteirões das ruas Pernambuco e Antônio de Albuquerque.
A praça recebeu jardins, fontes e nova iluminação. O cruzamento da Cristóvão Colombo e Getúlio Vargas também receberam travessias elevadas para pedestres, além de uma escultura.
A nova Praça da Savassi foi inaugurada no dia 10 de maio de 2012, uma quinta-feira.

## Galeria

### Galeria da praça antes da reforma

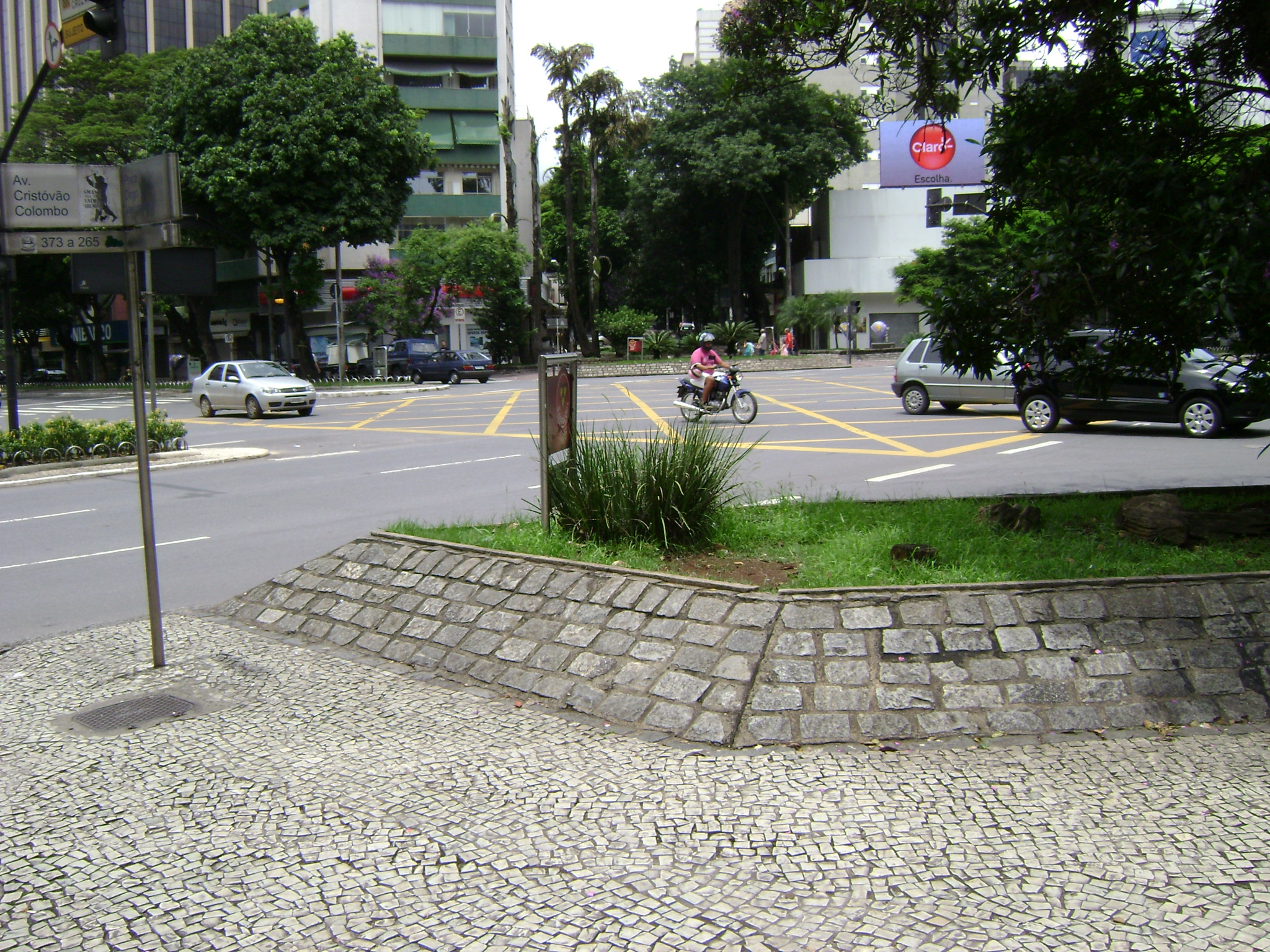
Detalhe da praça, antes da reforma.
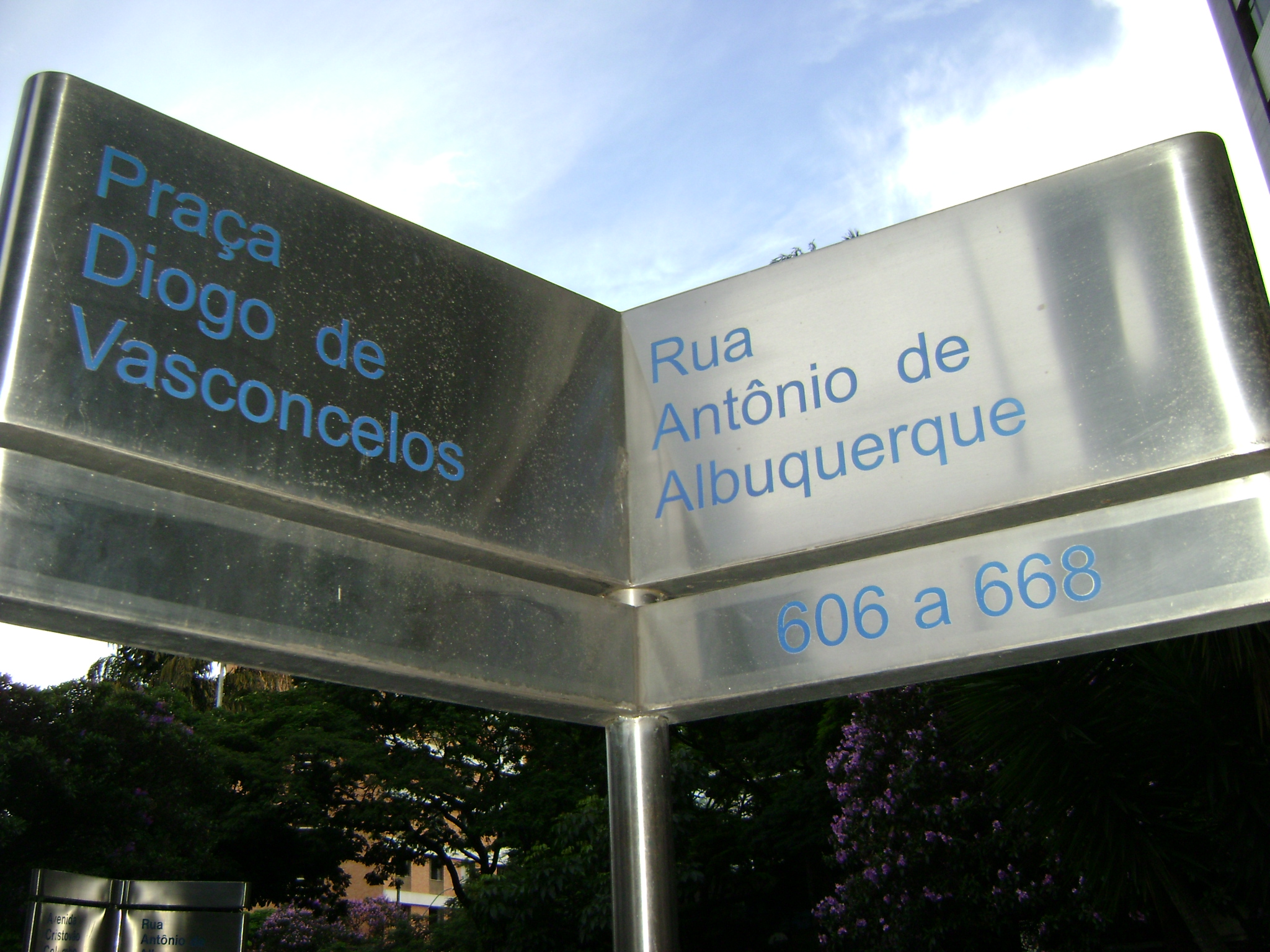
Placa na Praça.
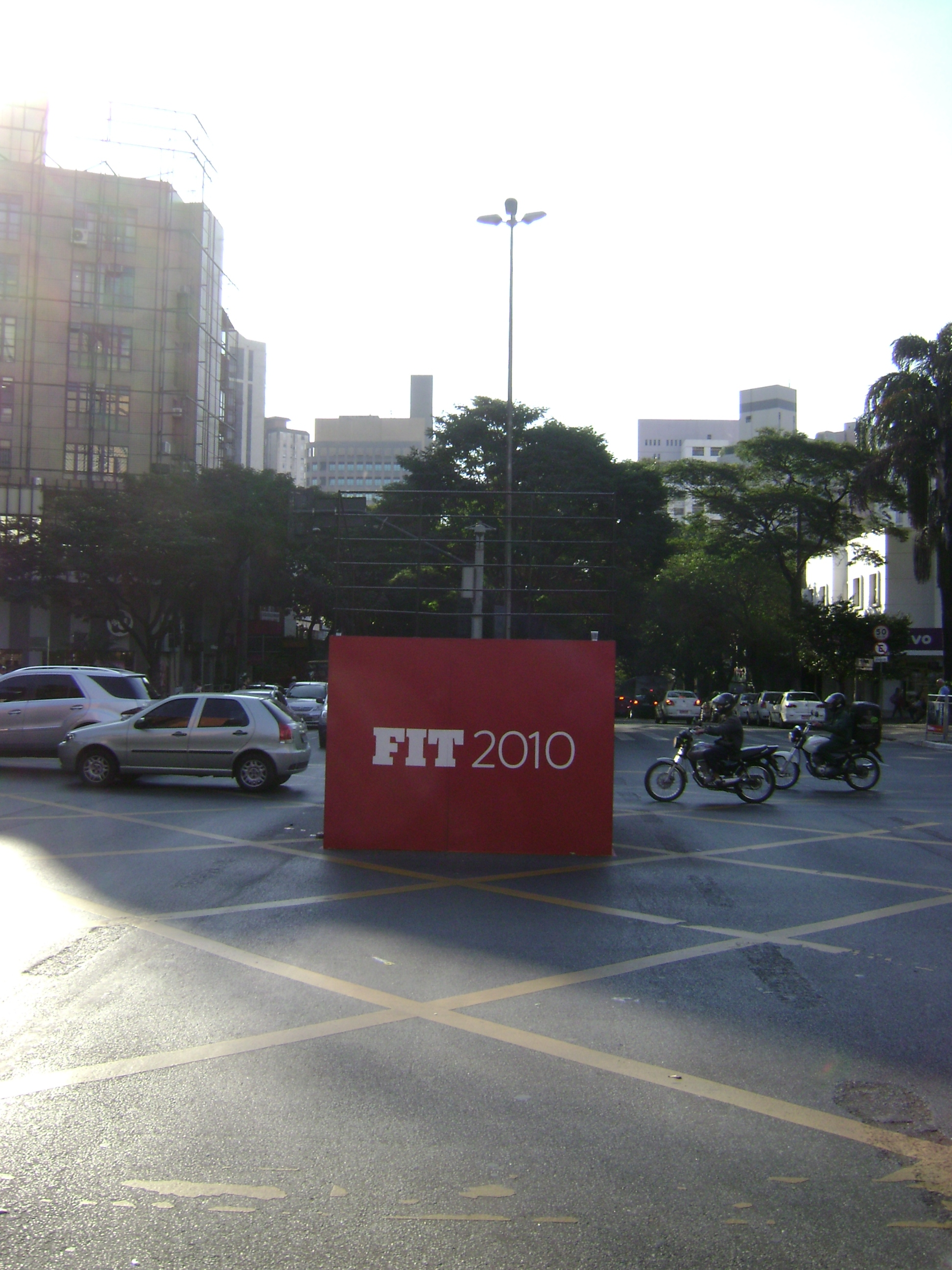
A praça com uma escada no meio, em homenagem ao FIT-2010.
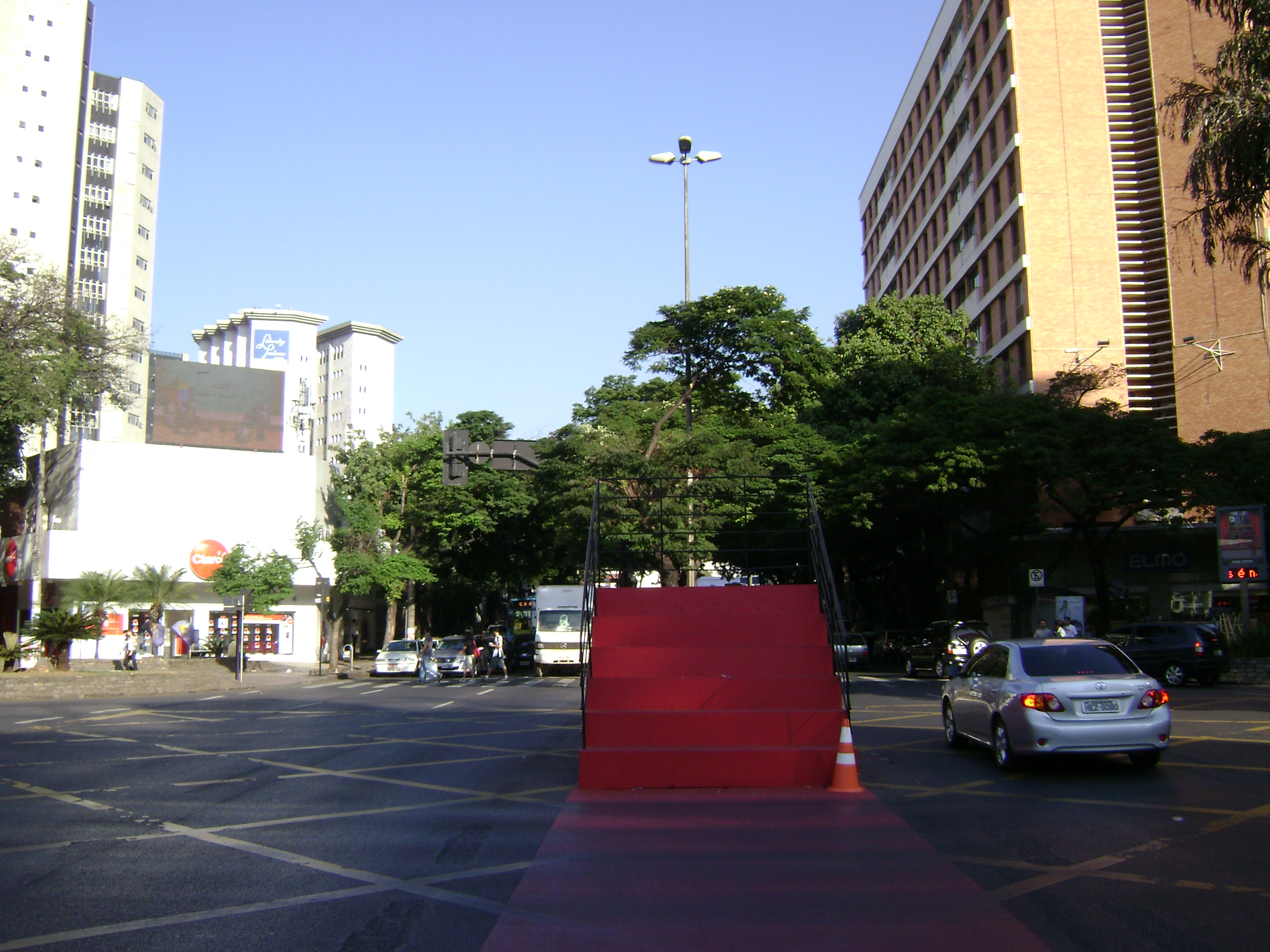
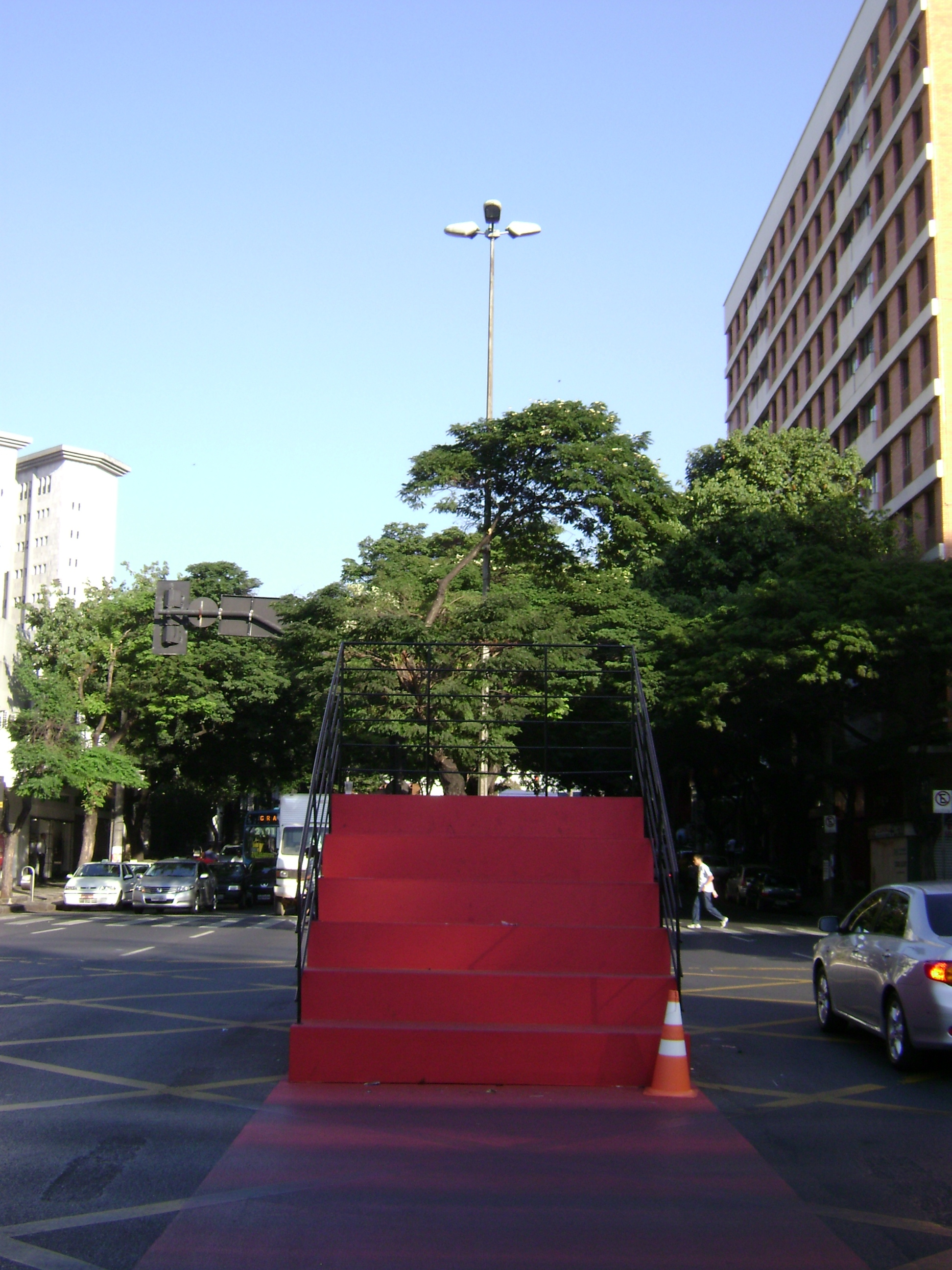
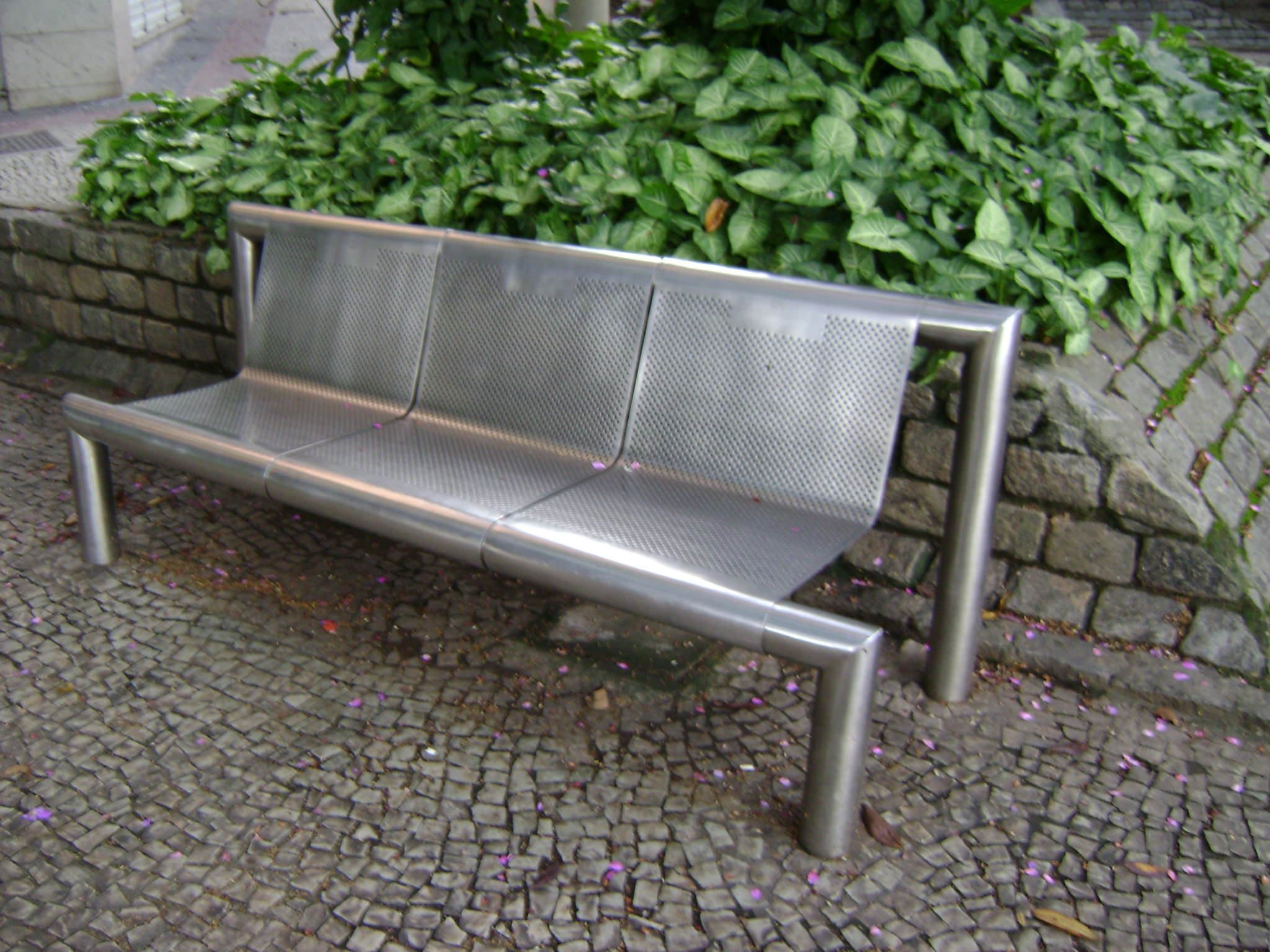
Banco na praça.
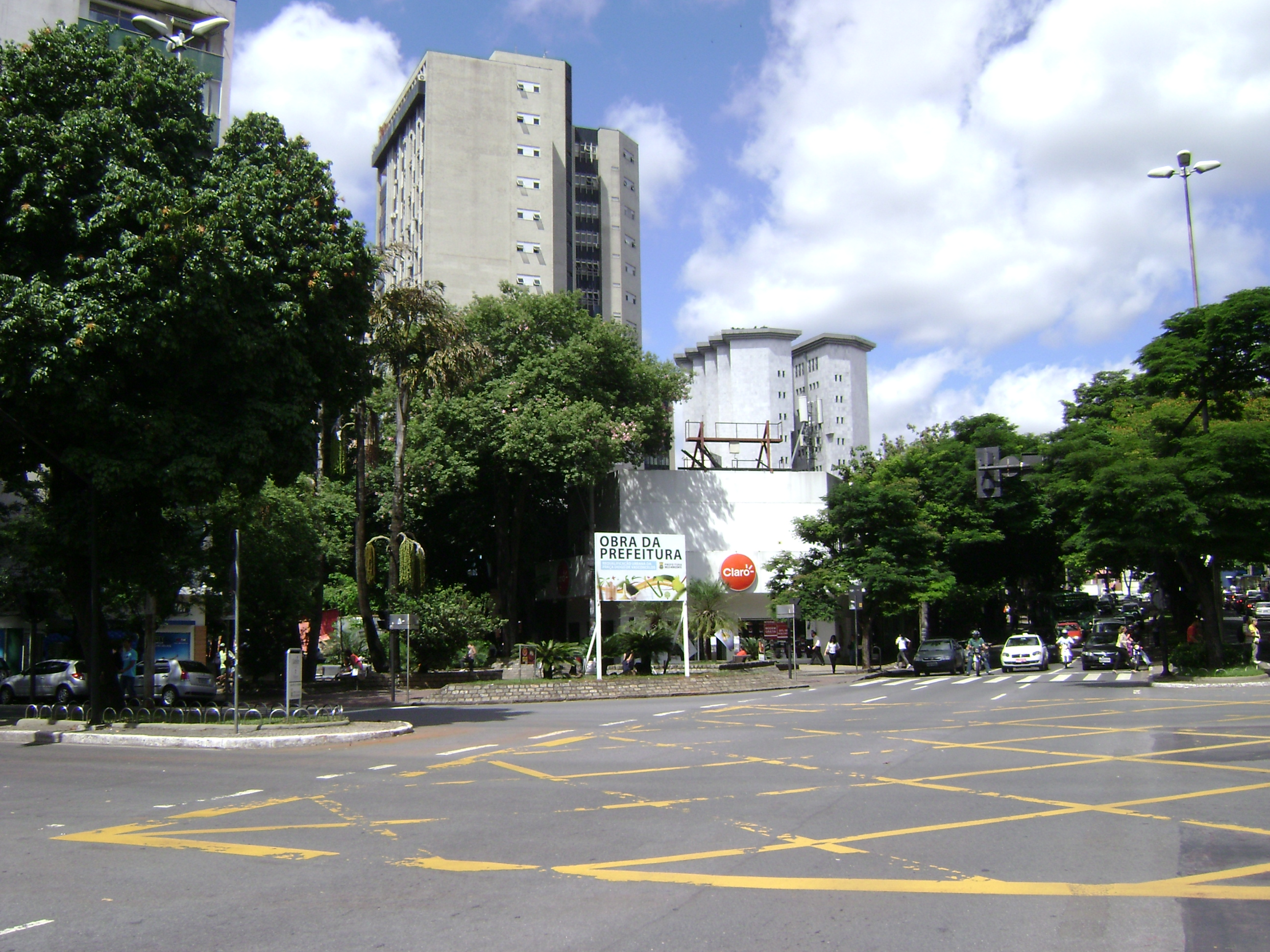
Loja da Claro
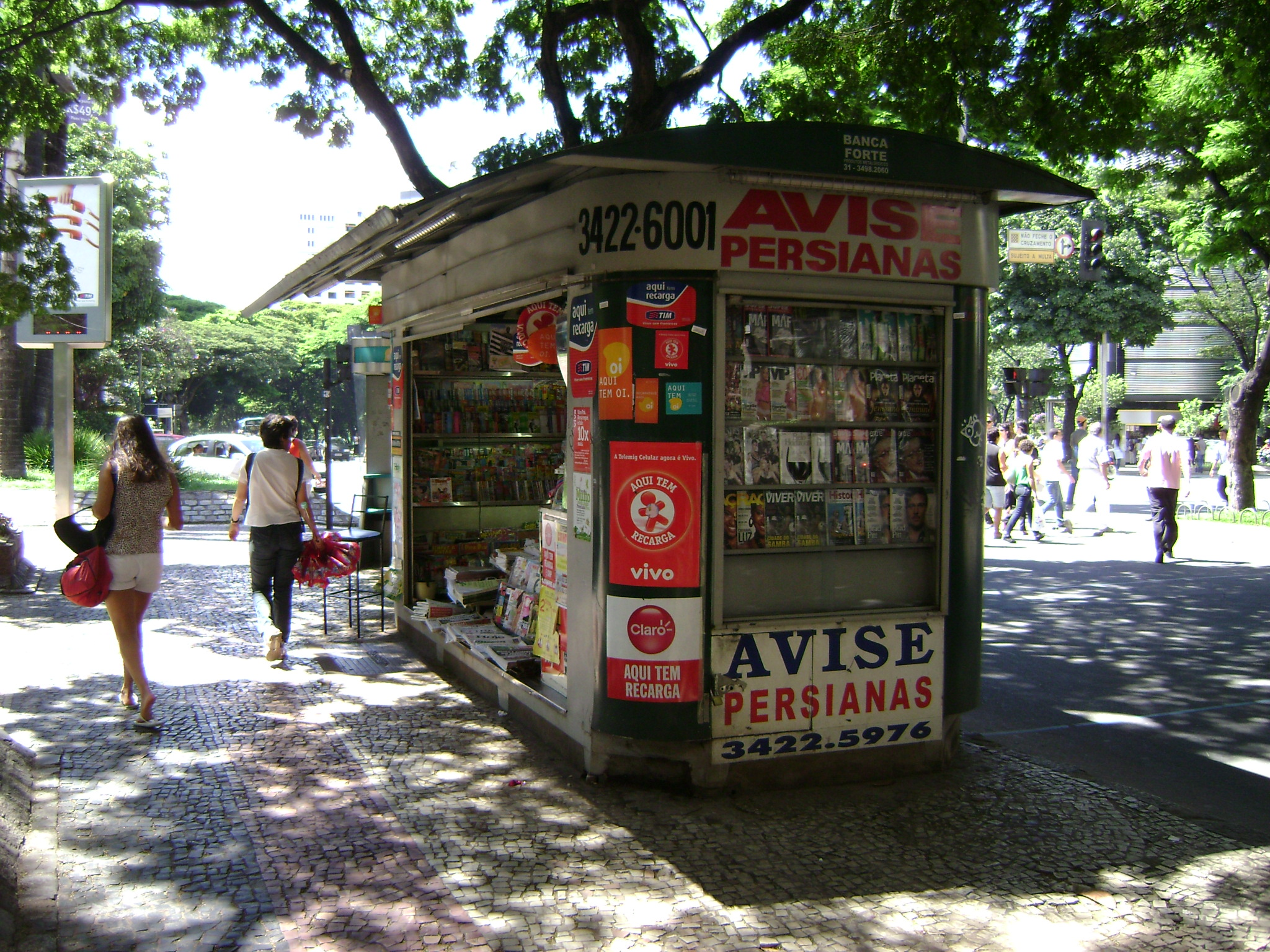
Banca de revista já removida de seu lugar original.
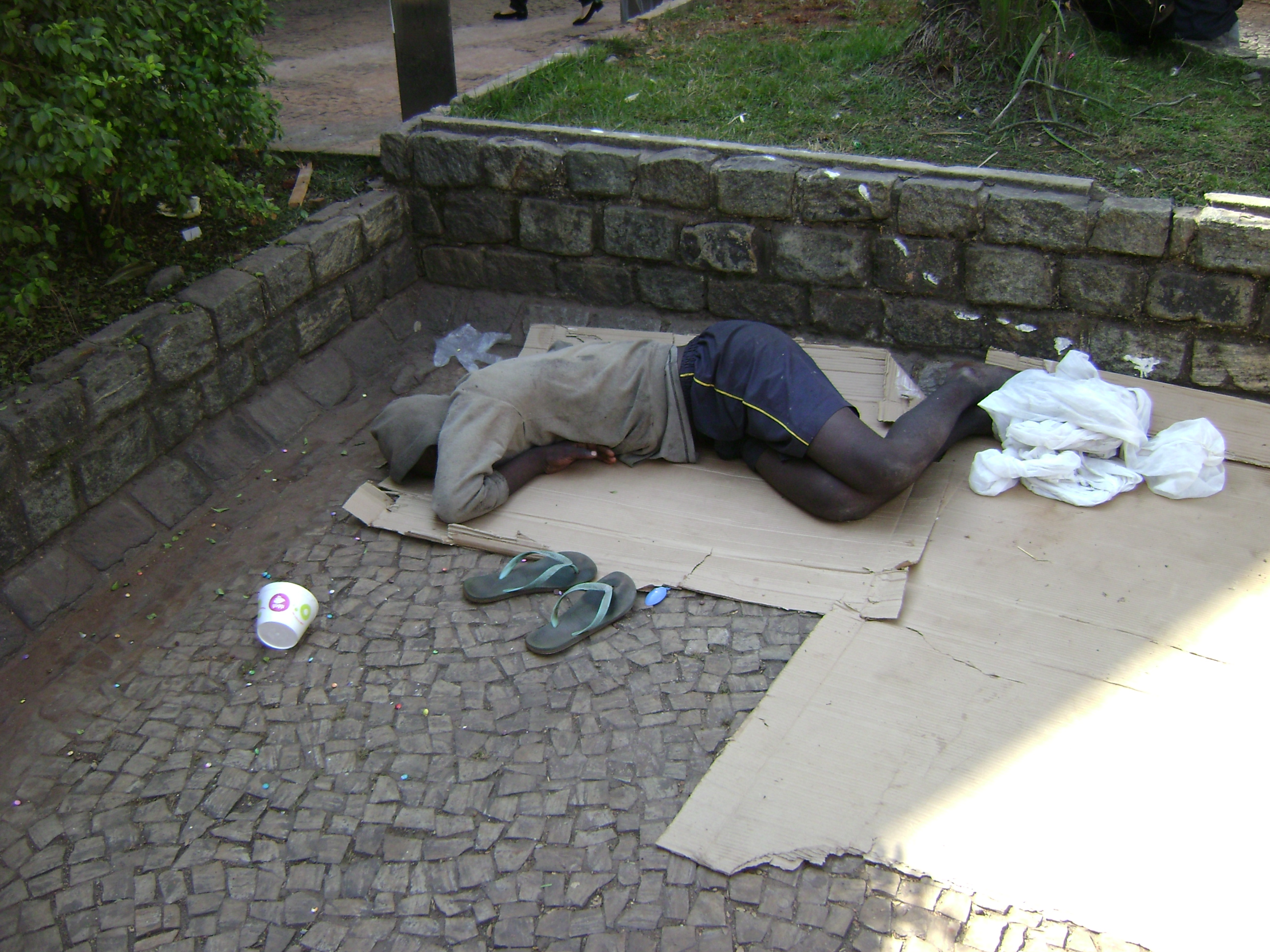
Sem-teto em frente ao McDonald's da praça.
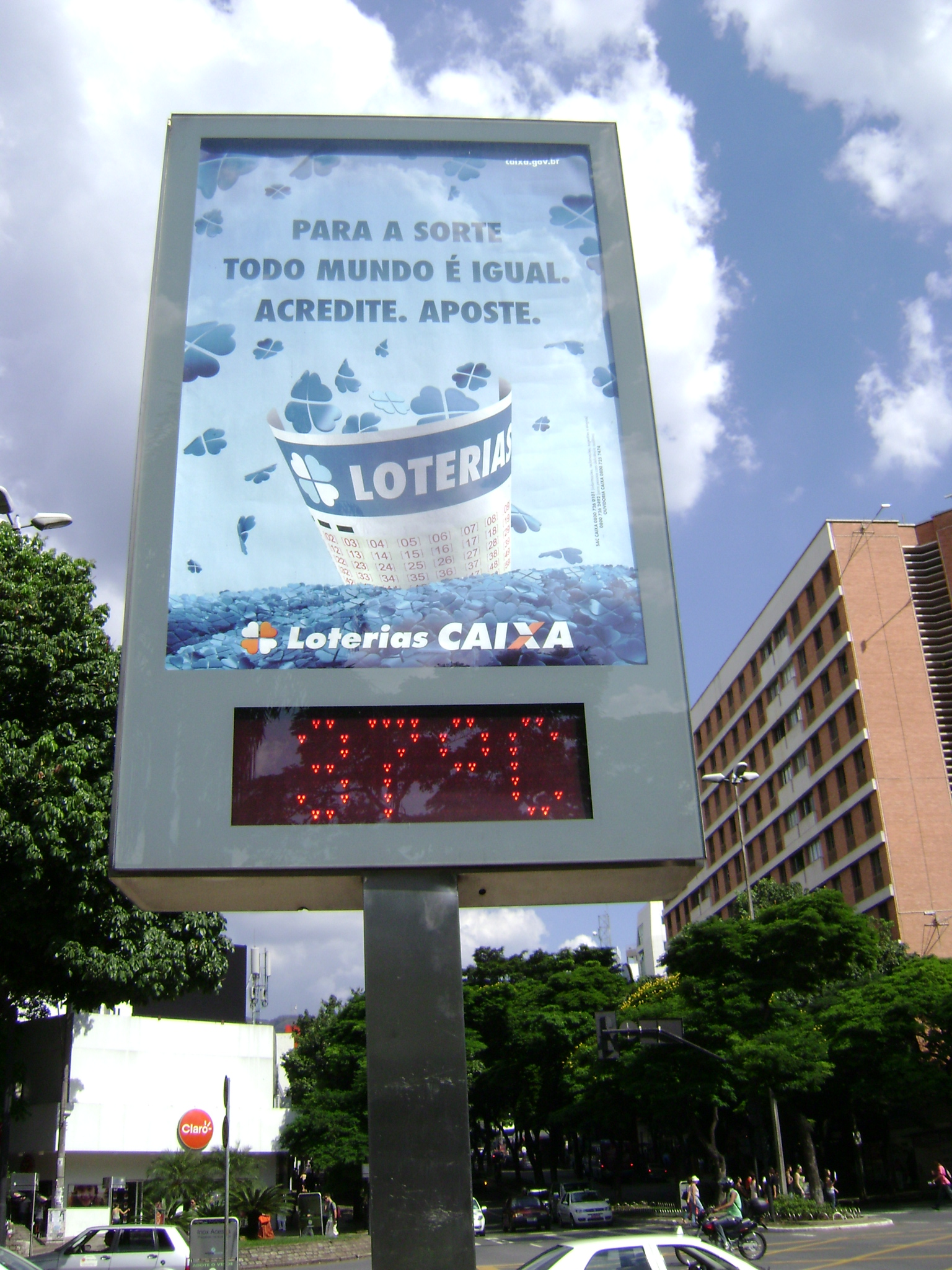
Termômetro na praça a marcar 37º Celsius.
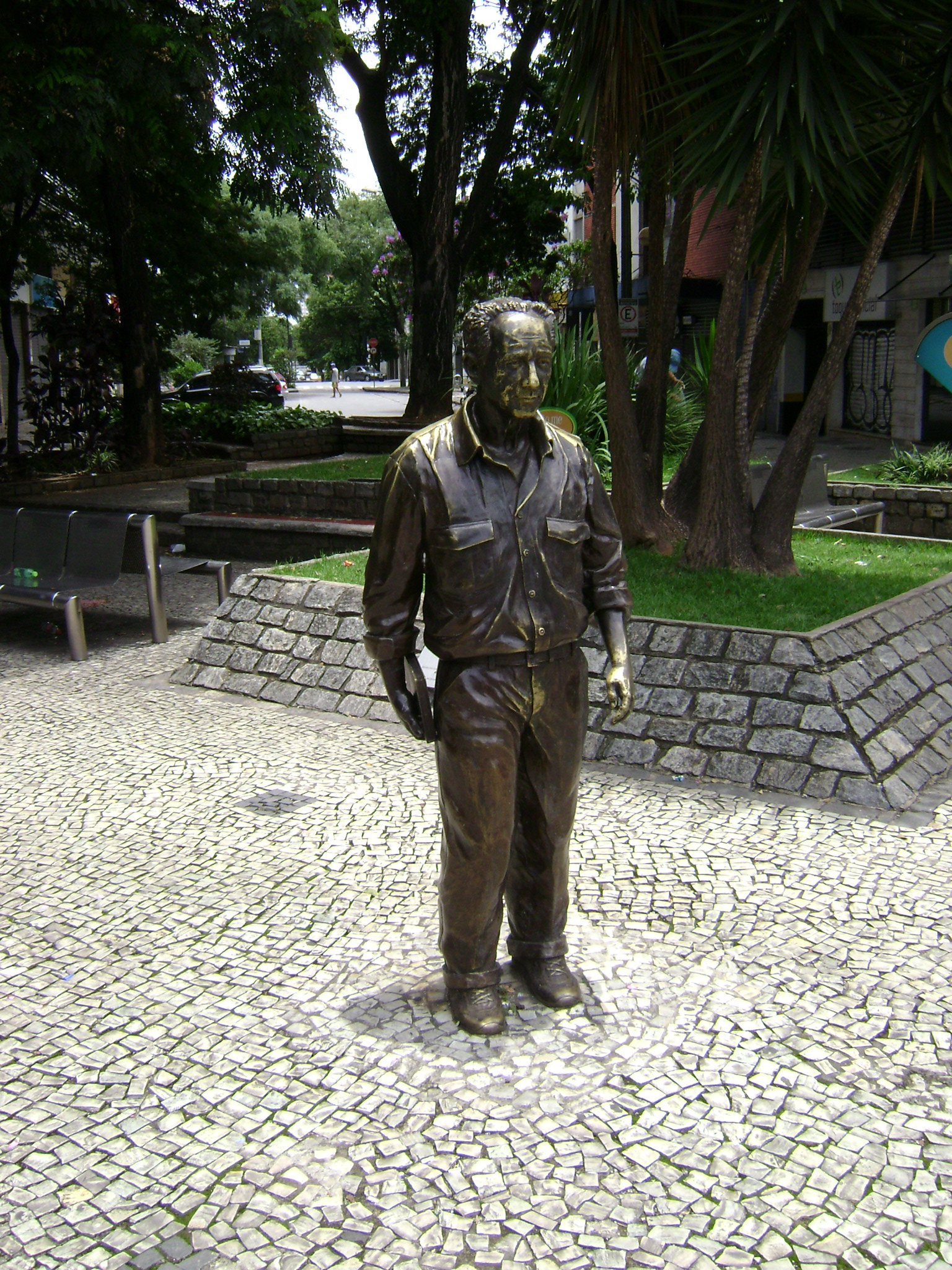
Estátua no interior da praça.
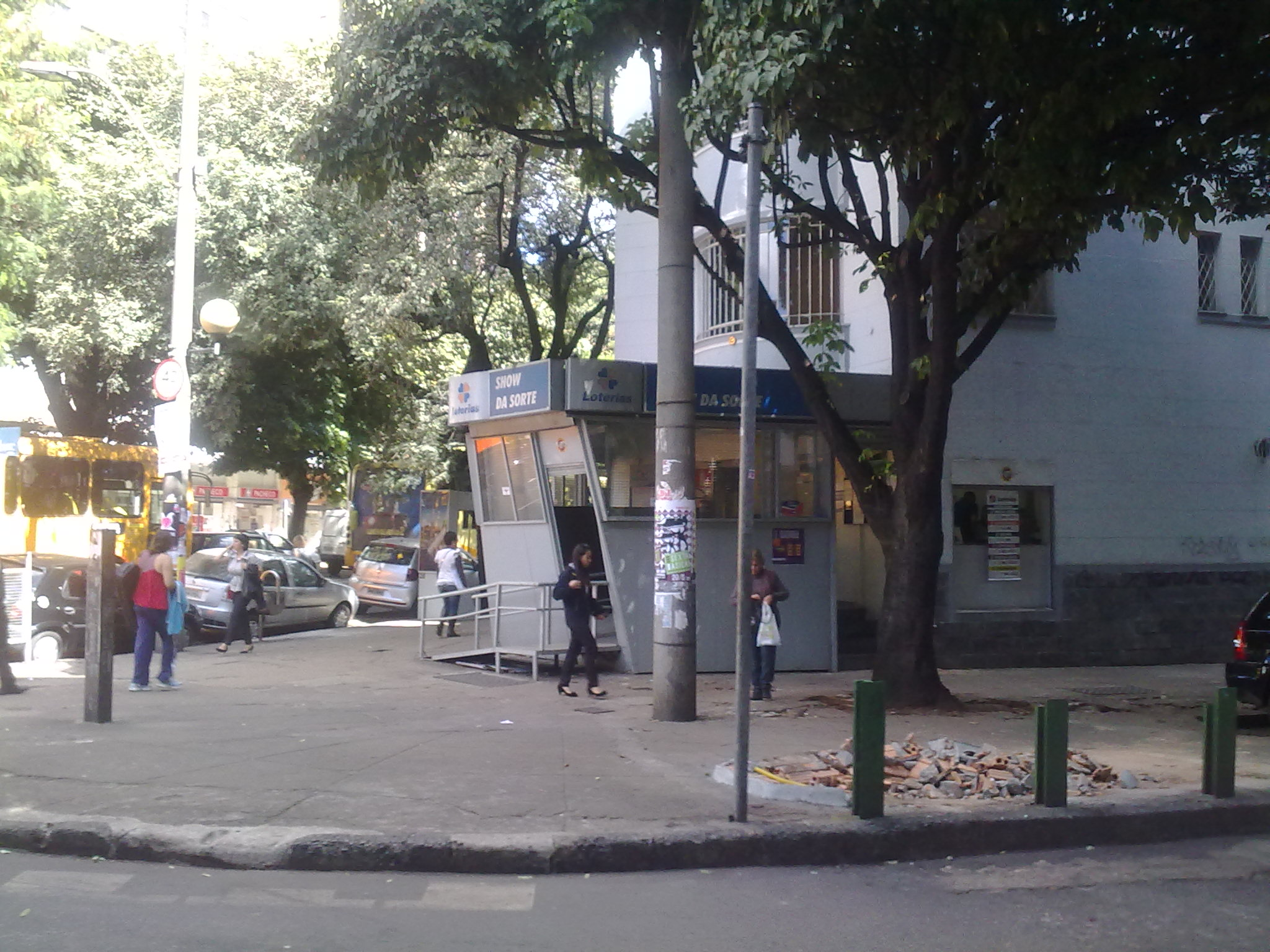
Esquina de banca das Loterias, ao lado do lugar onde havia outra banca de revista (onde há parte da calçada quebrada)

### Galeria da praça durante a reforma

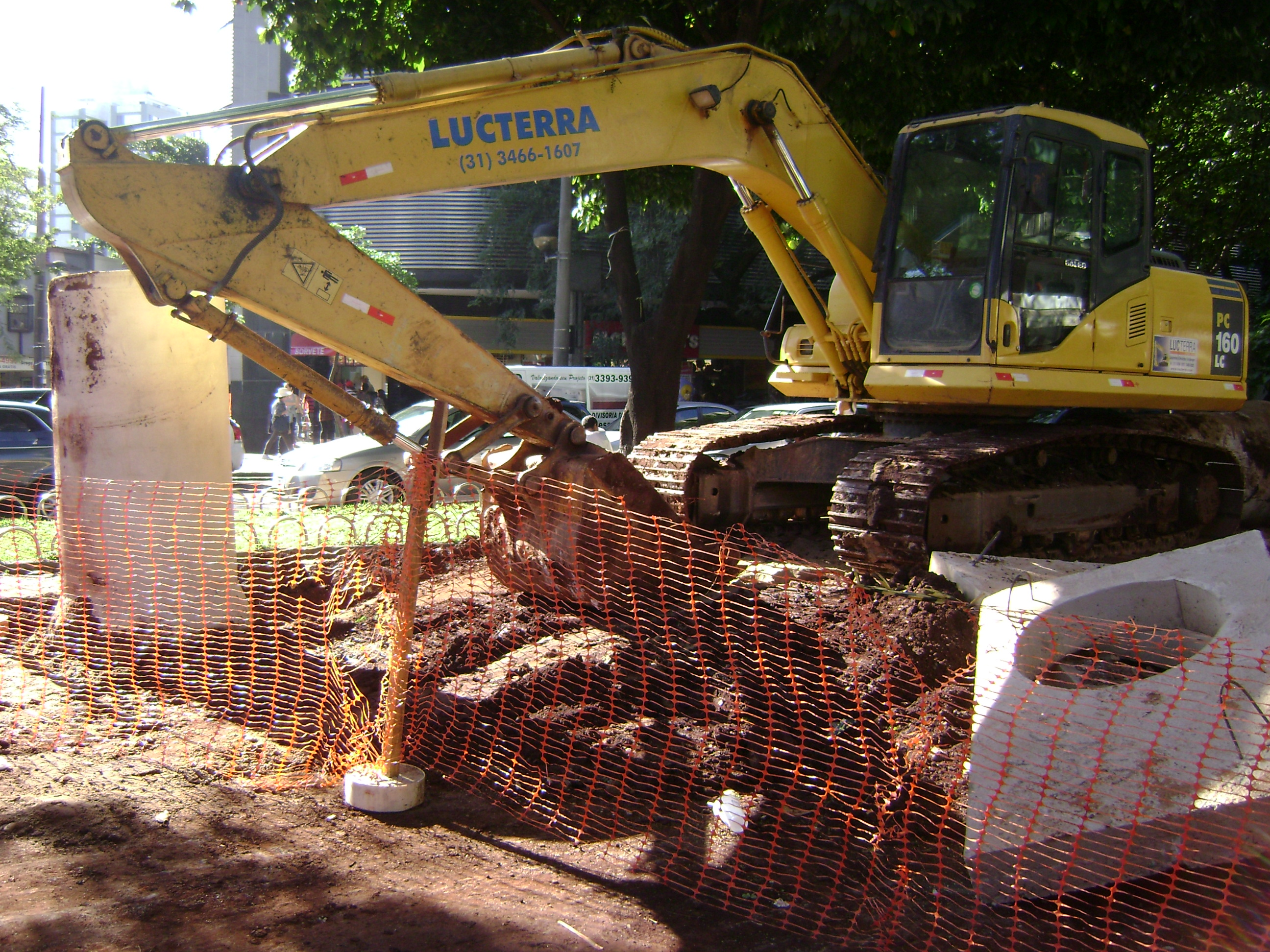
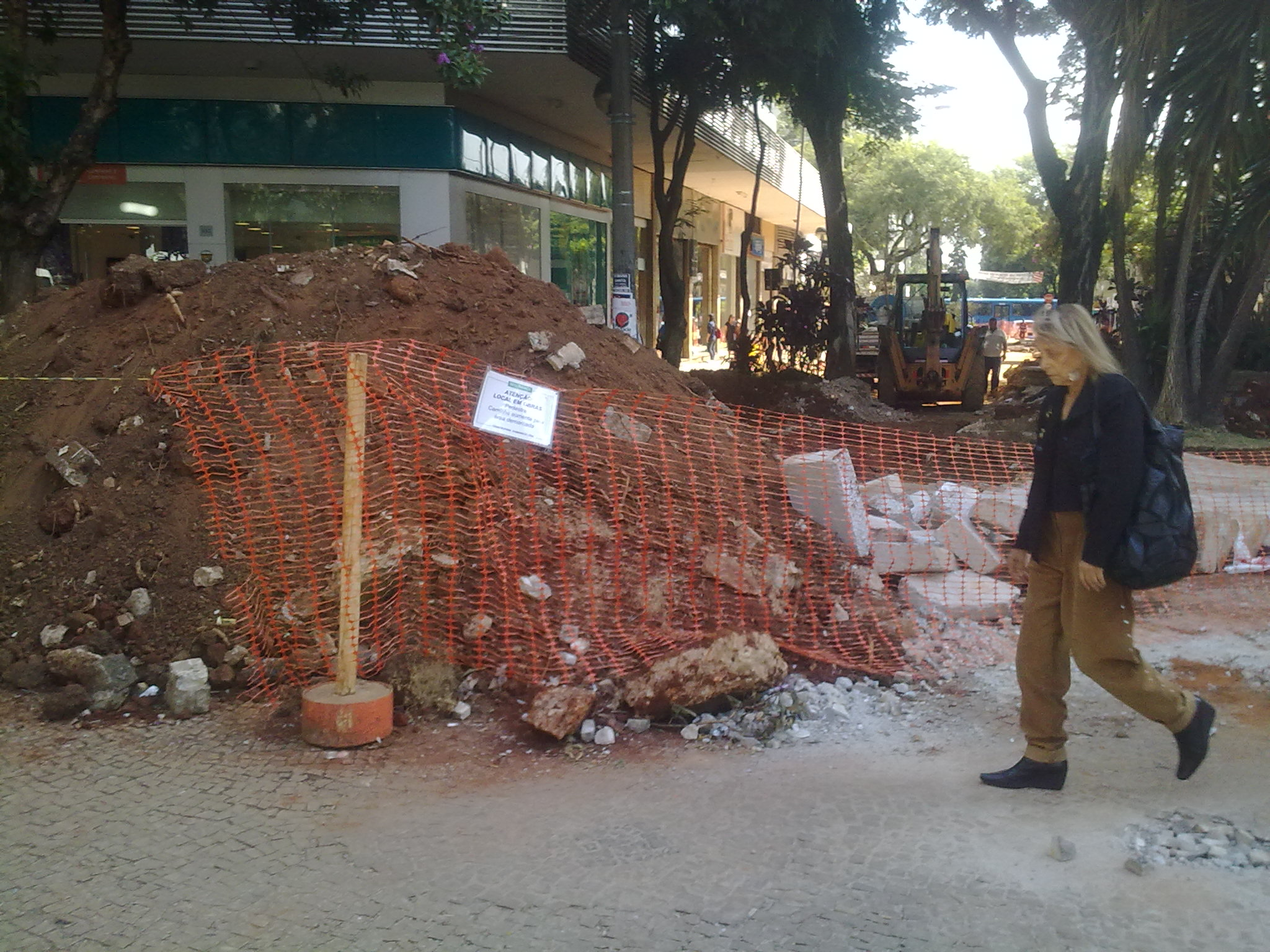
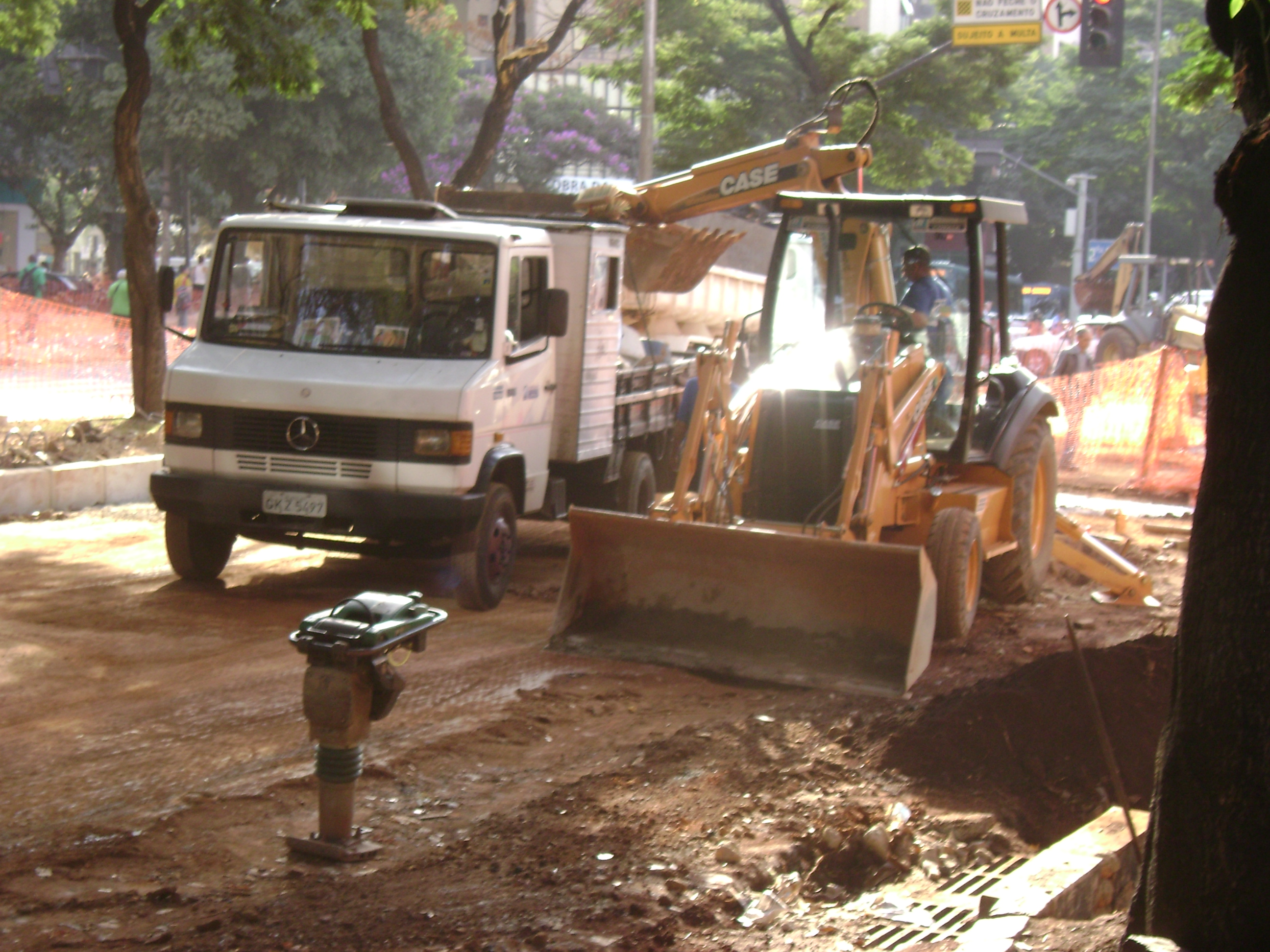
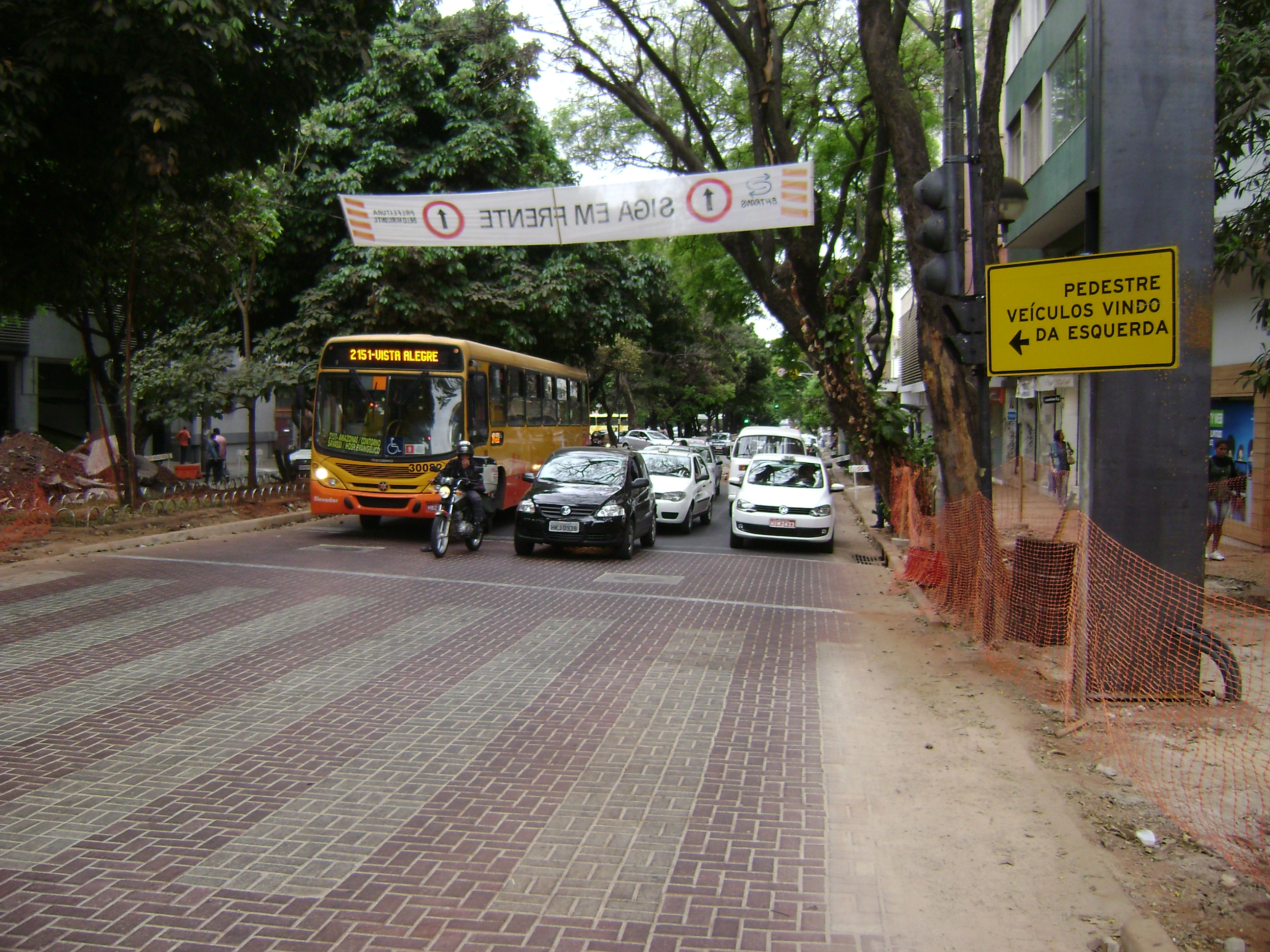
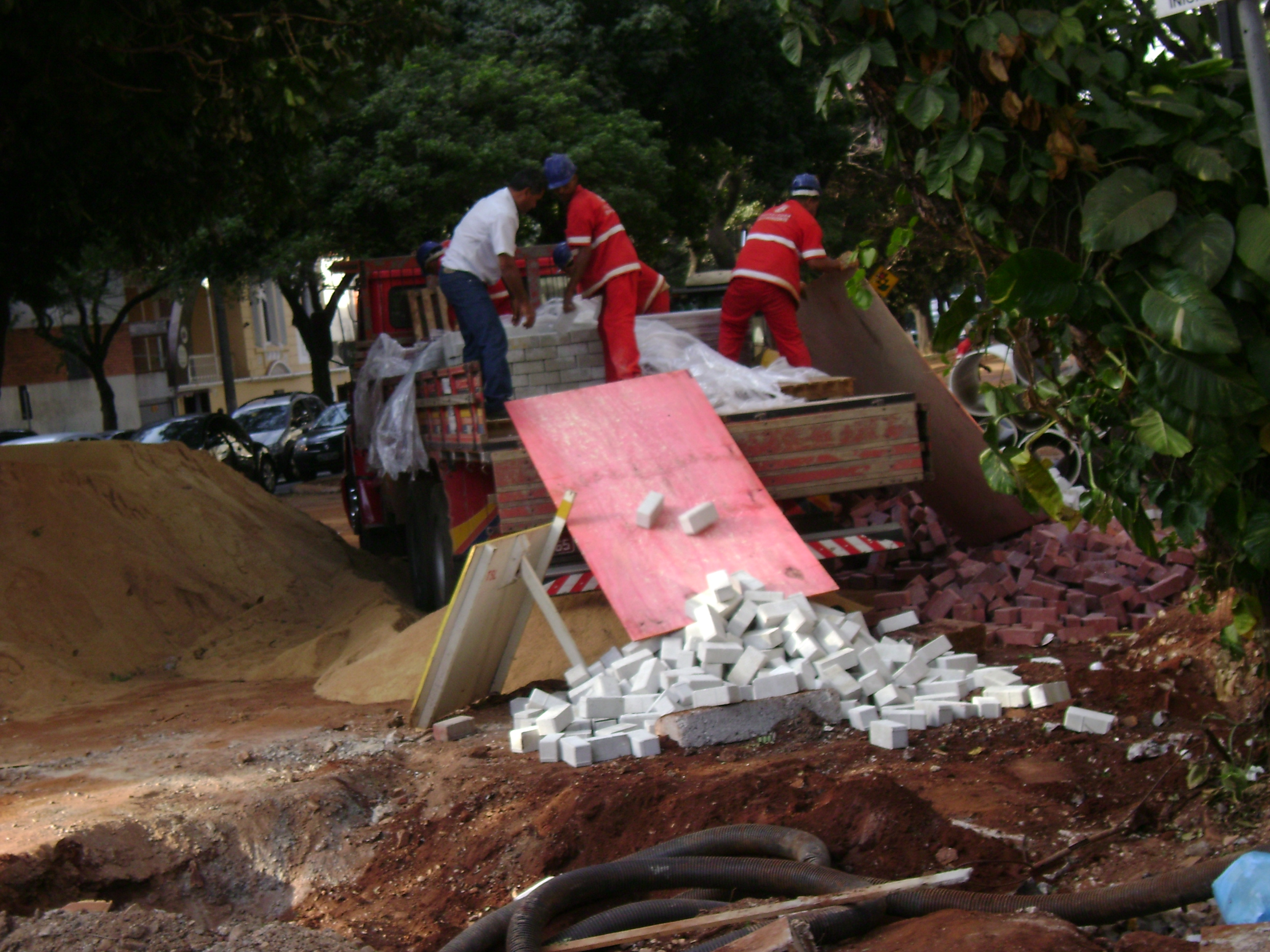
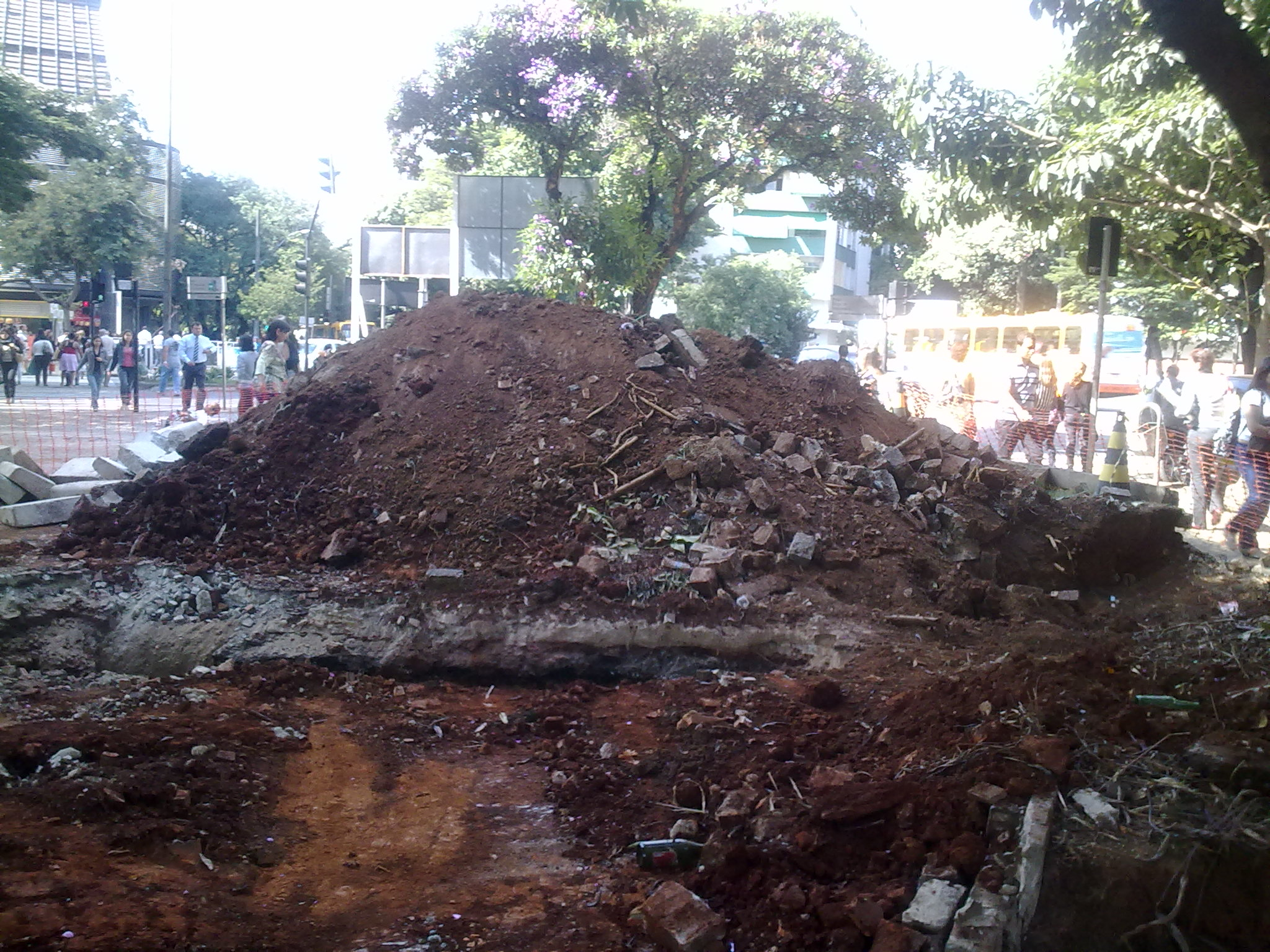
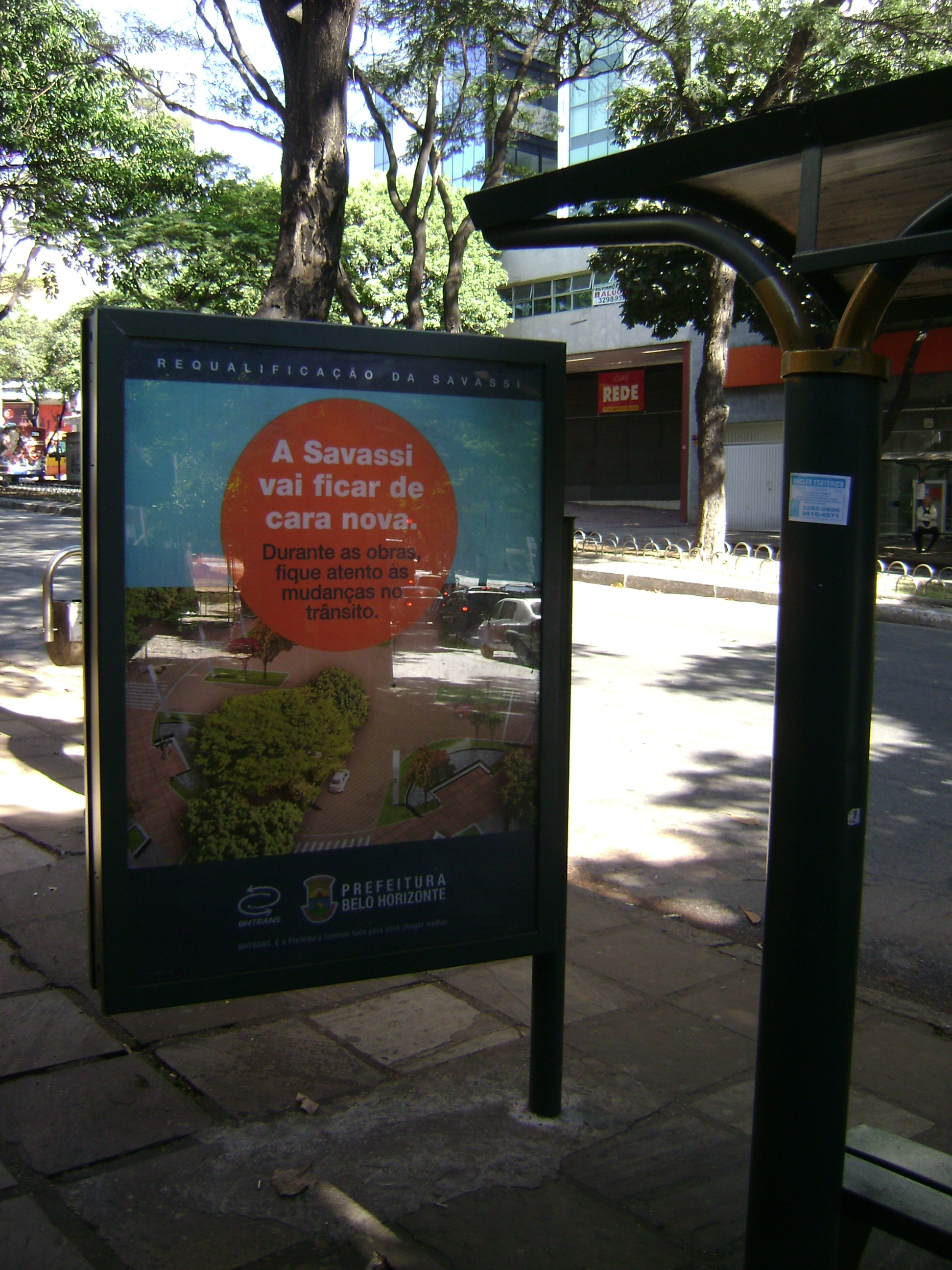
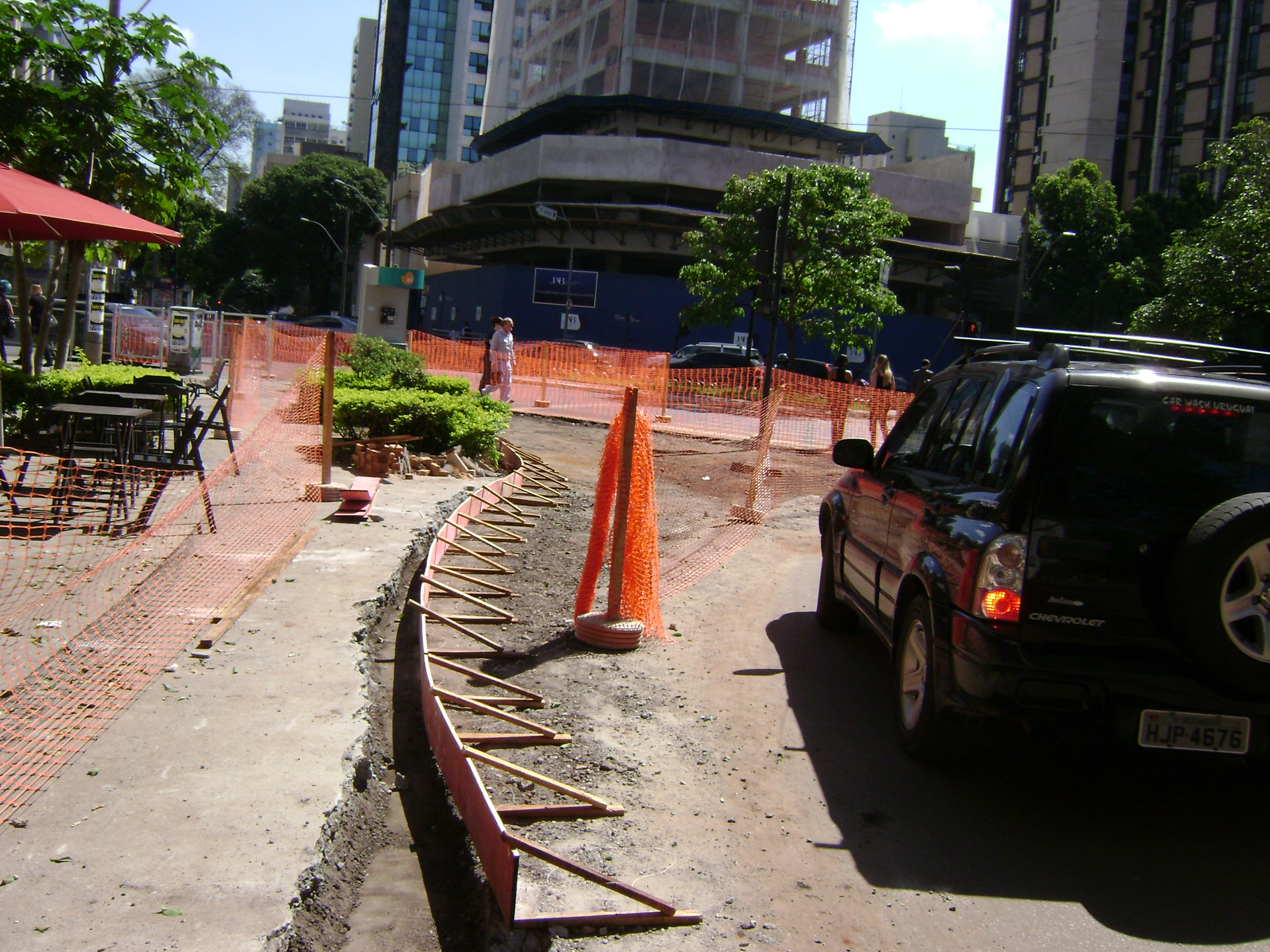
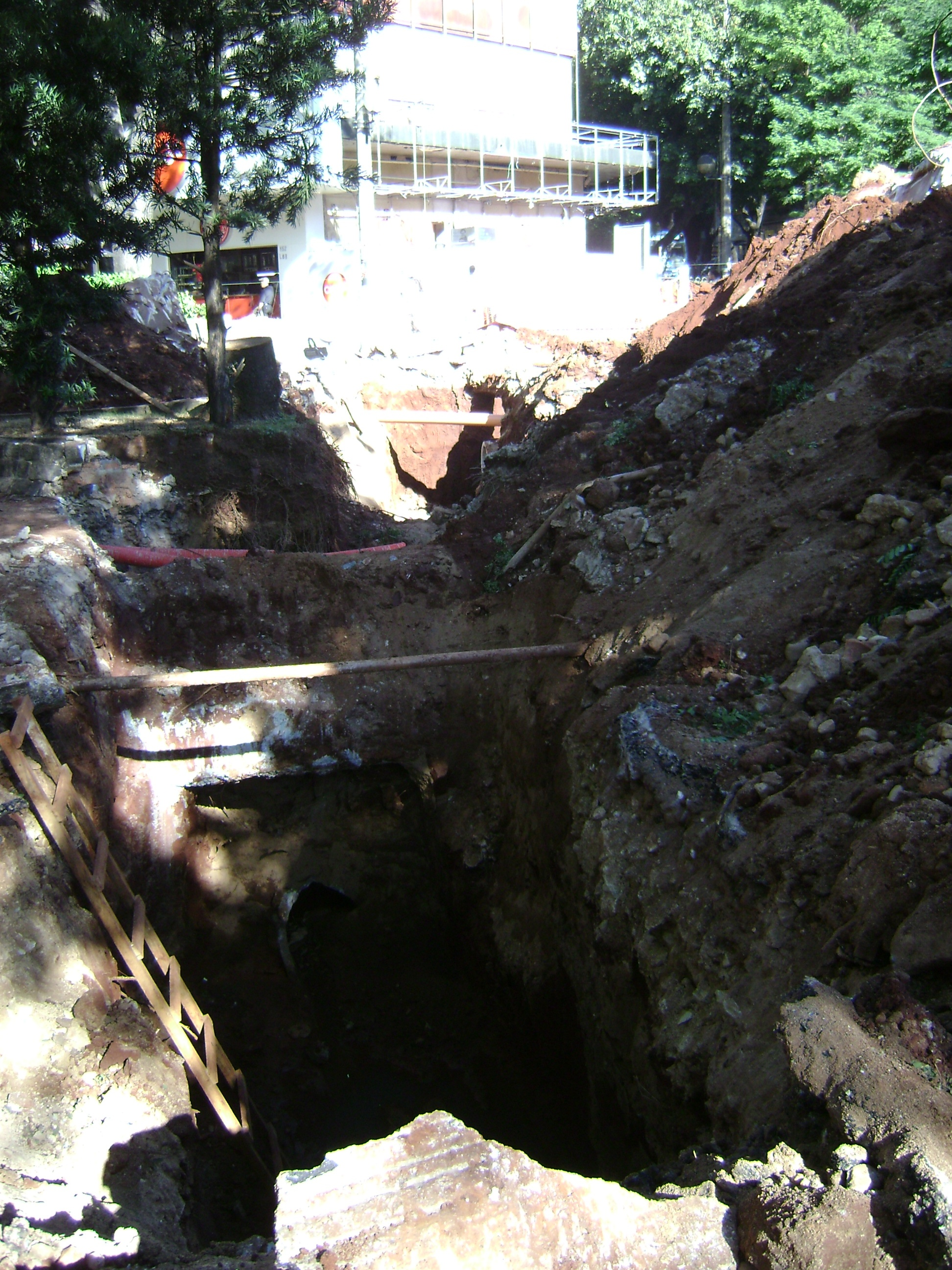
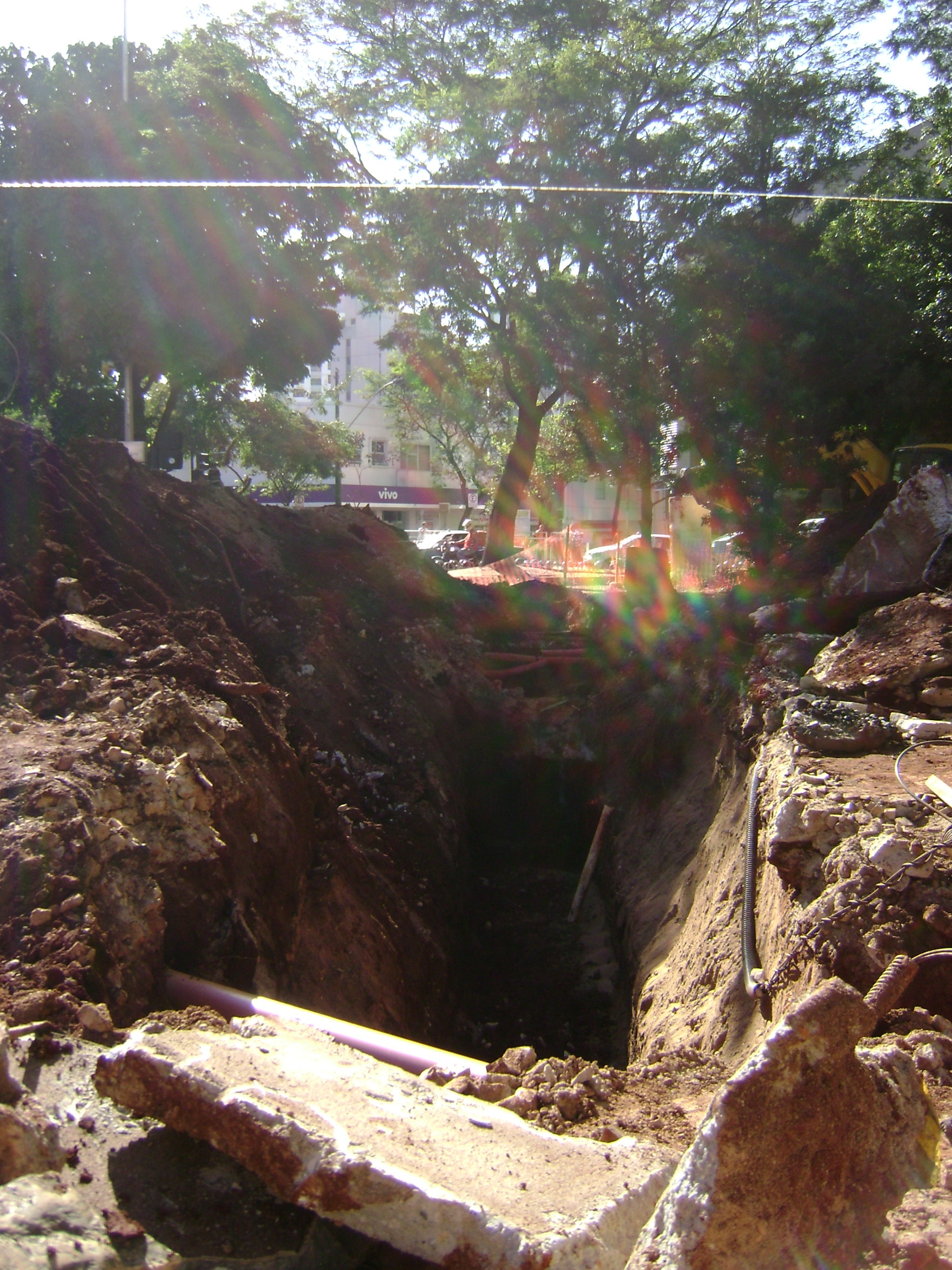
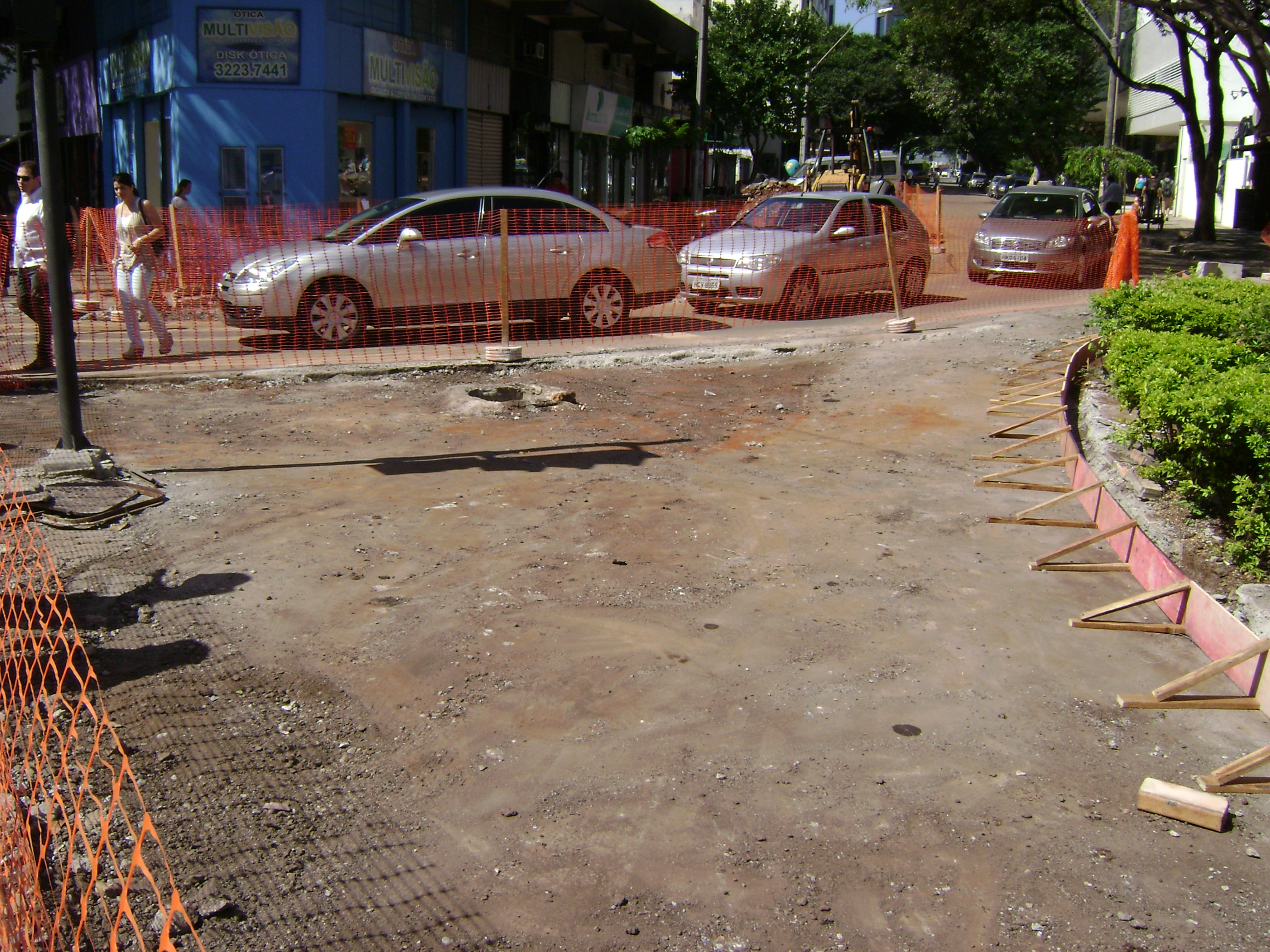
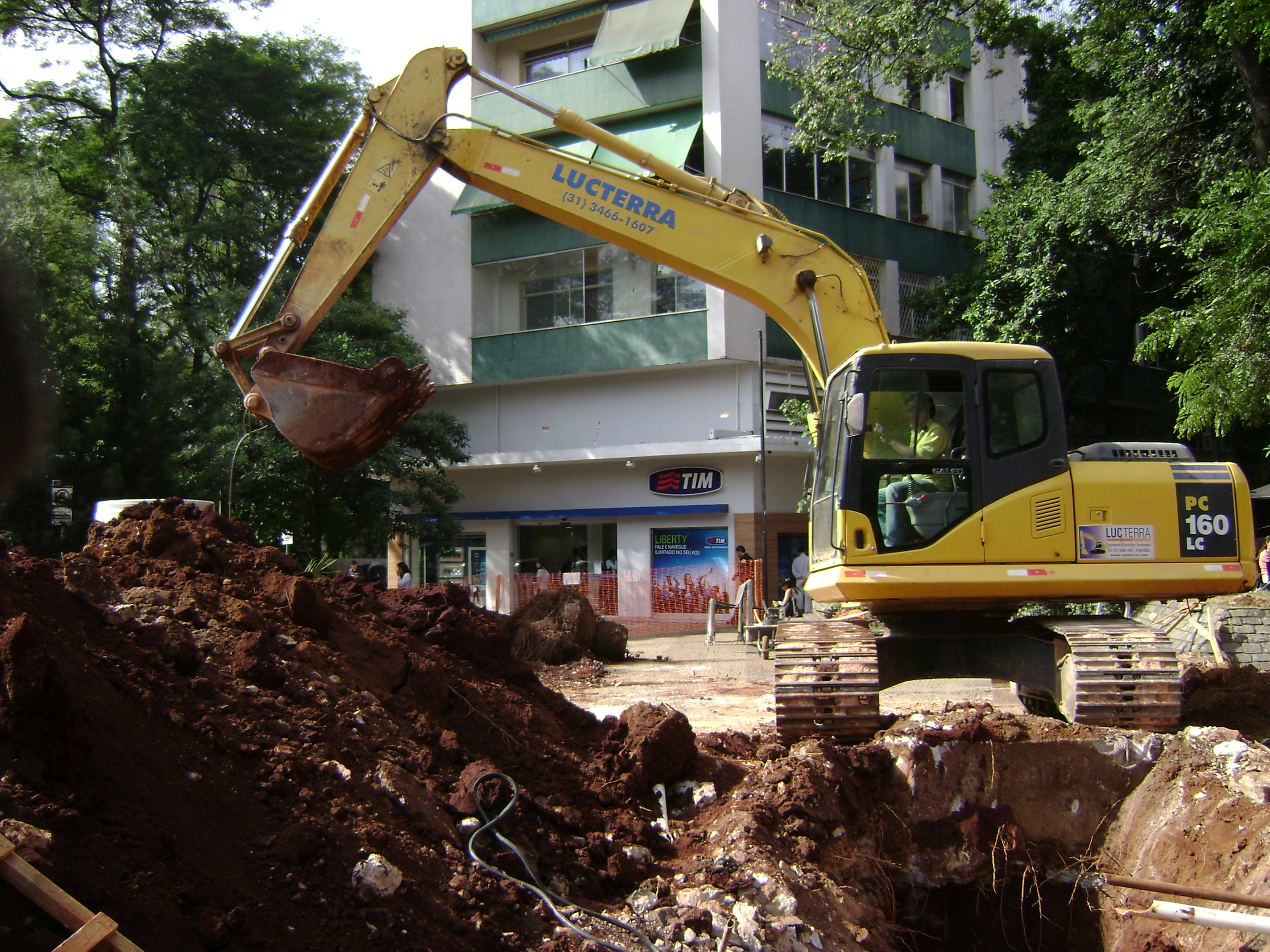
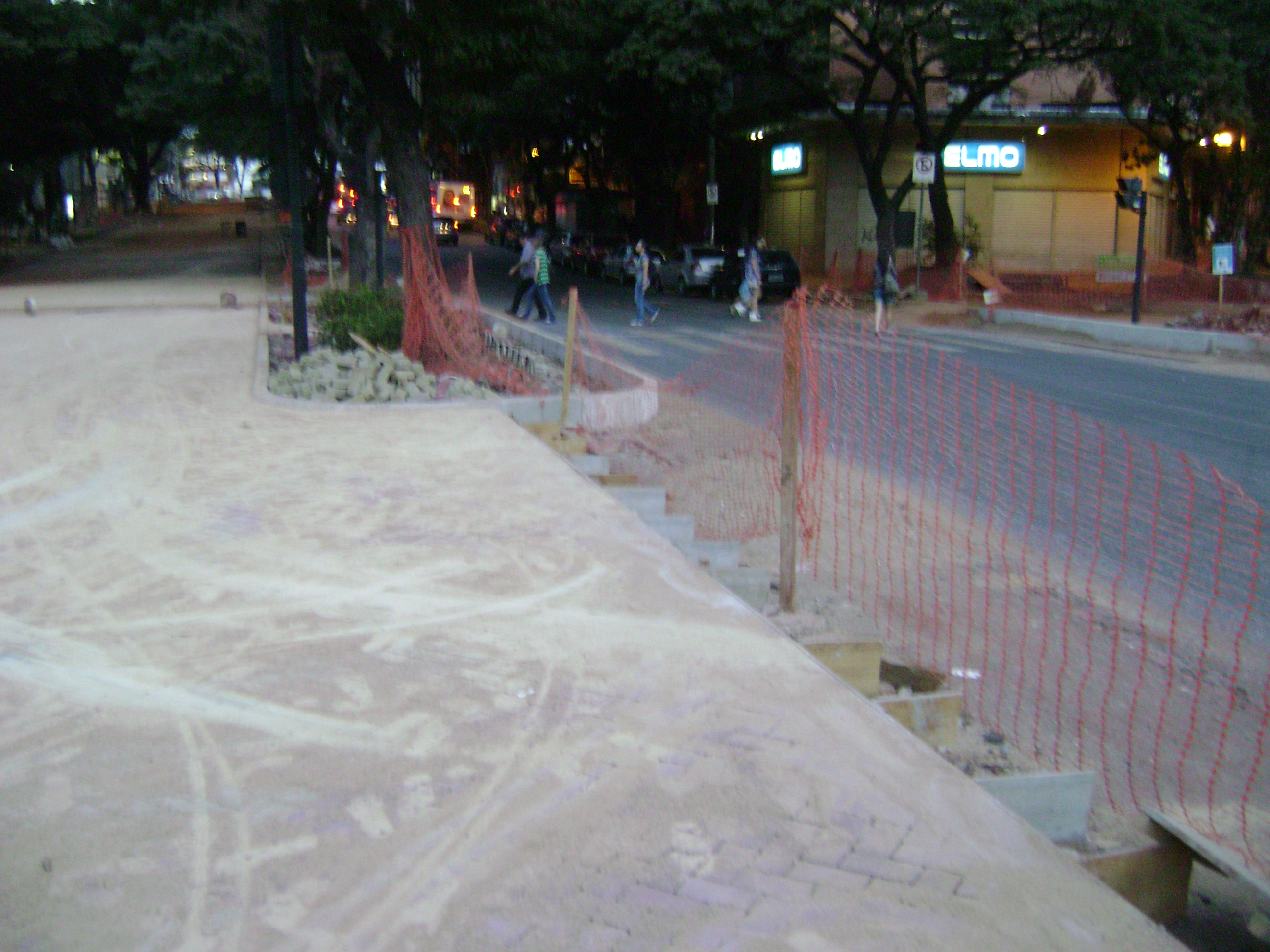
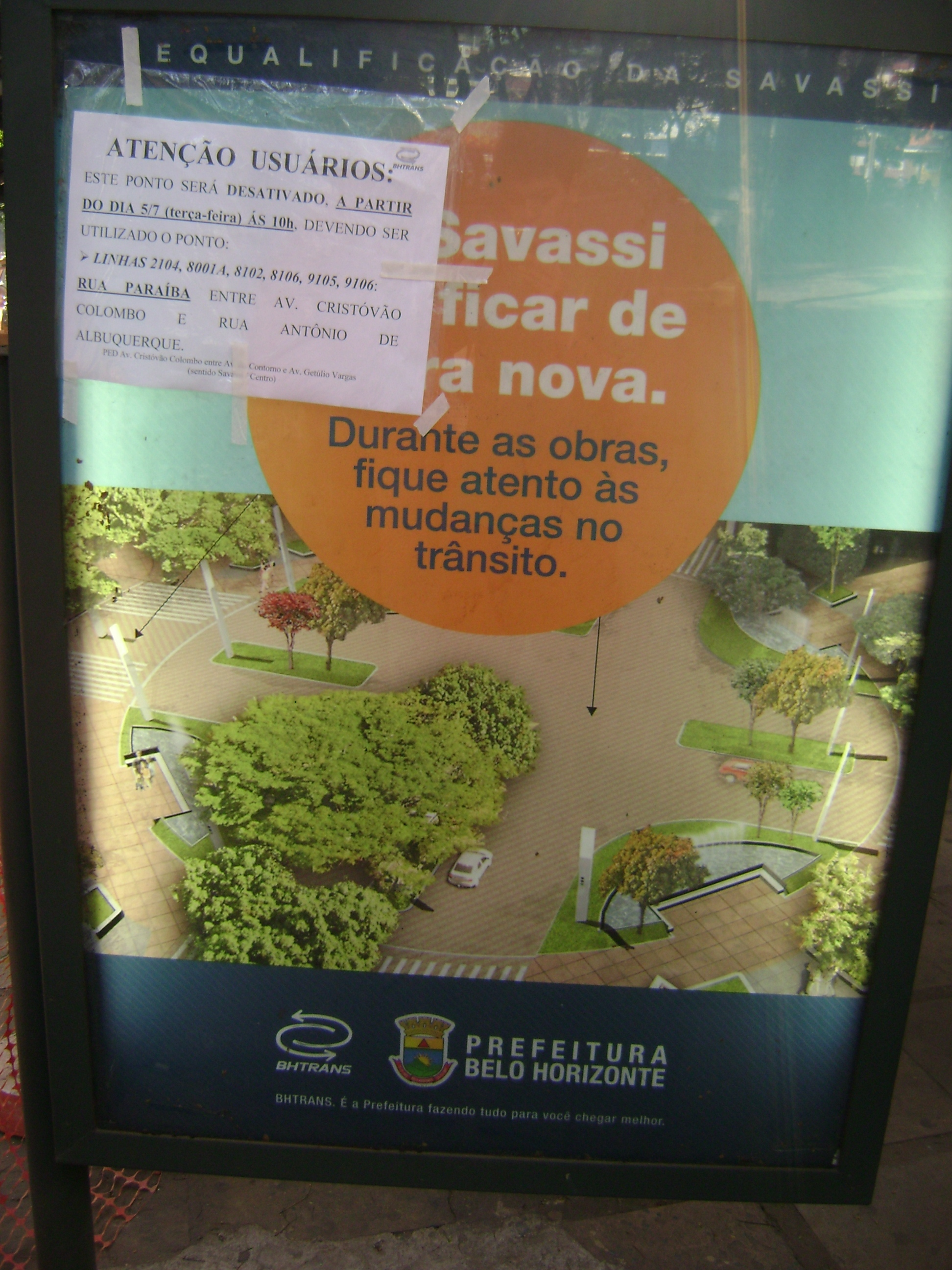
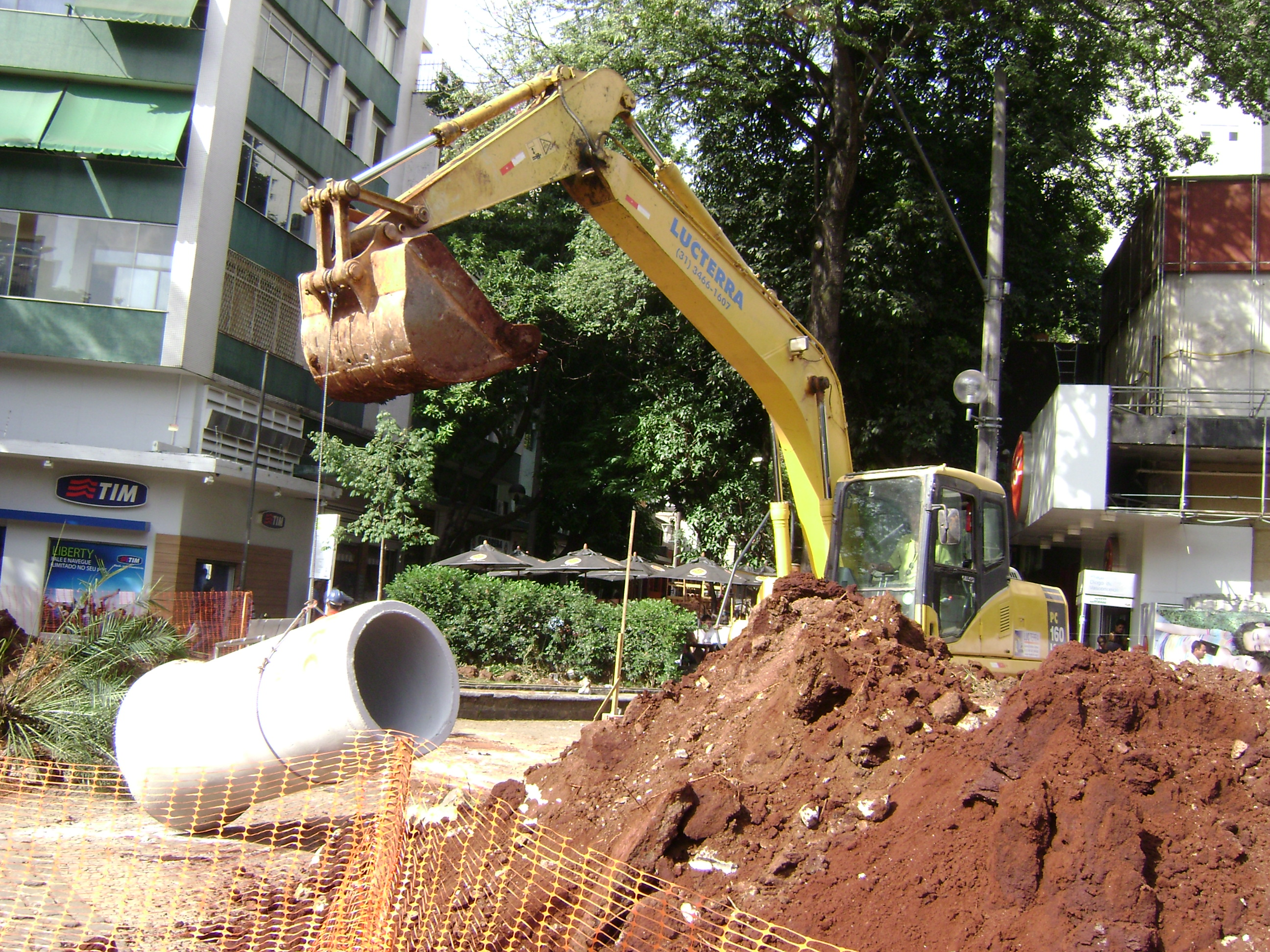
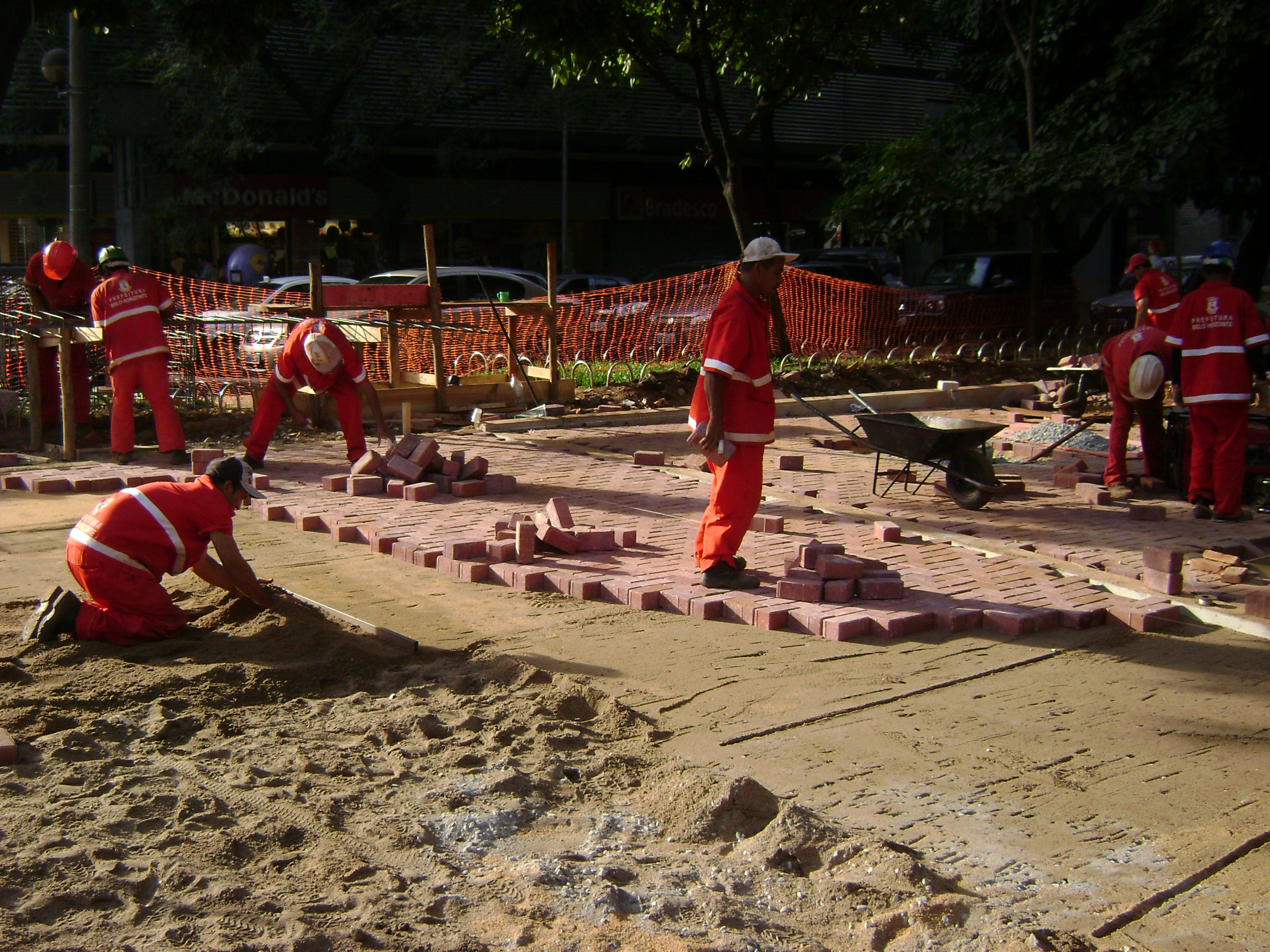
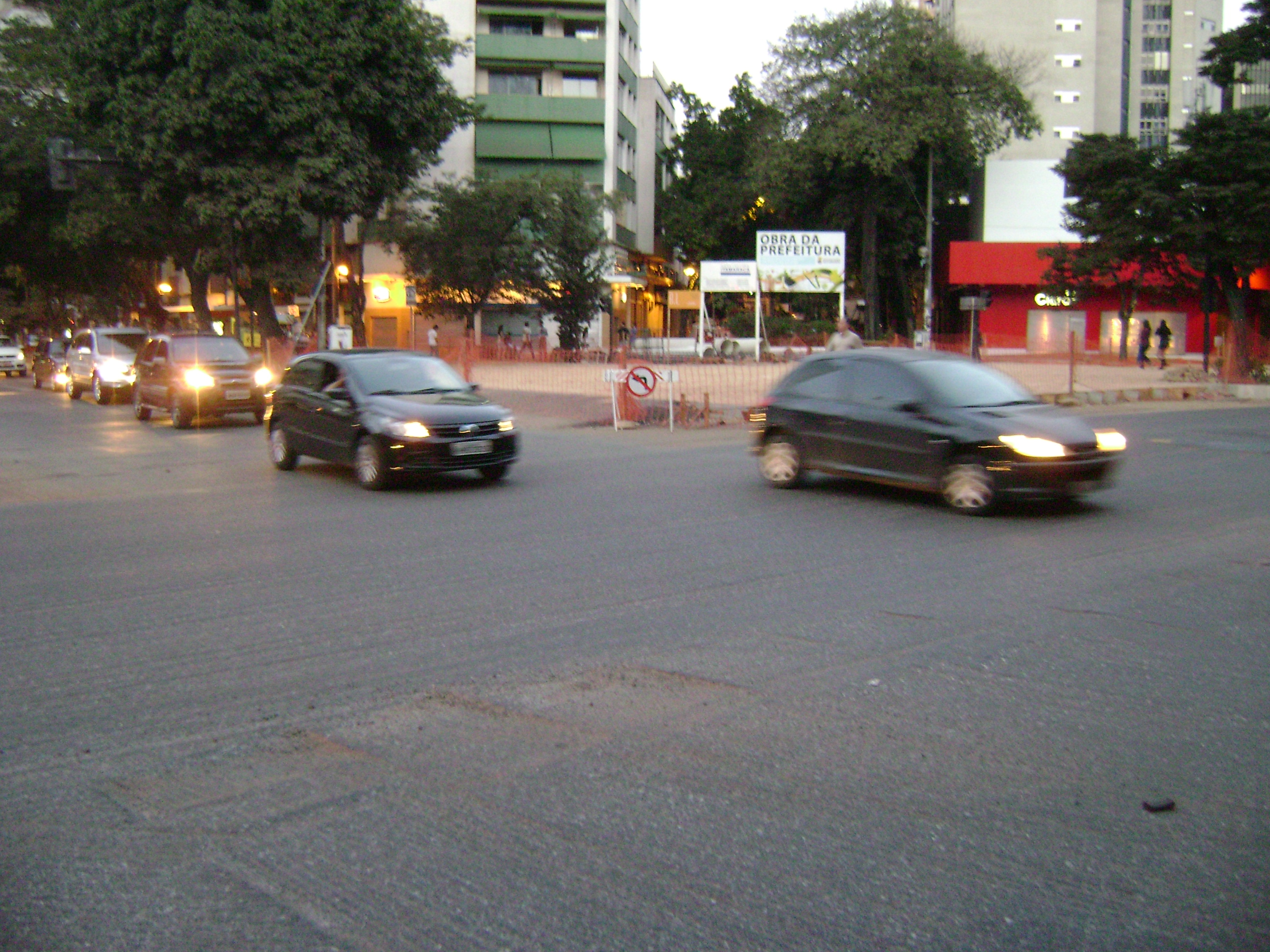
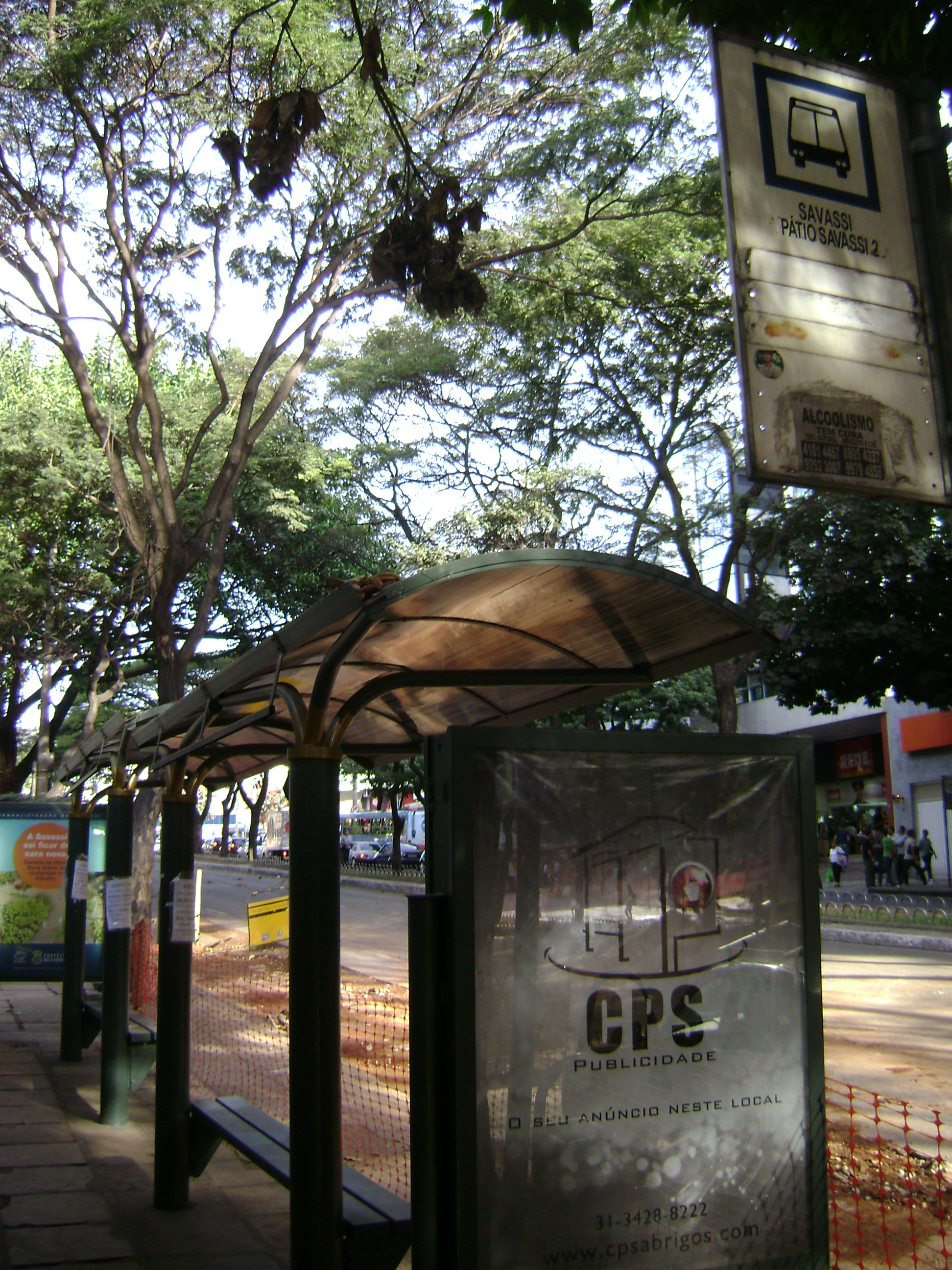
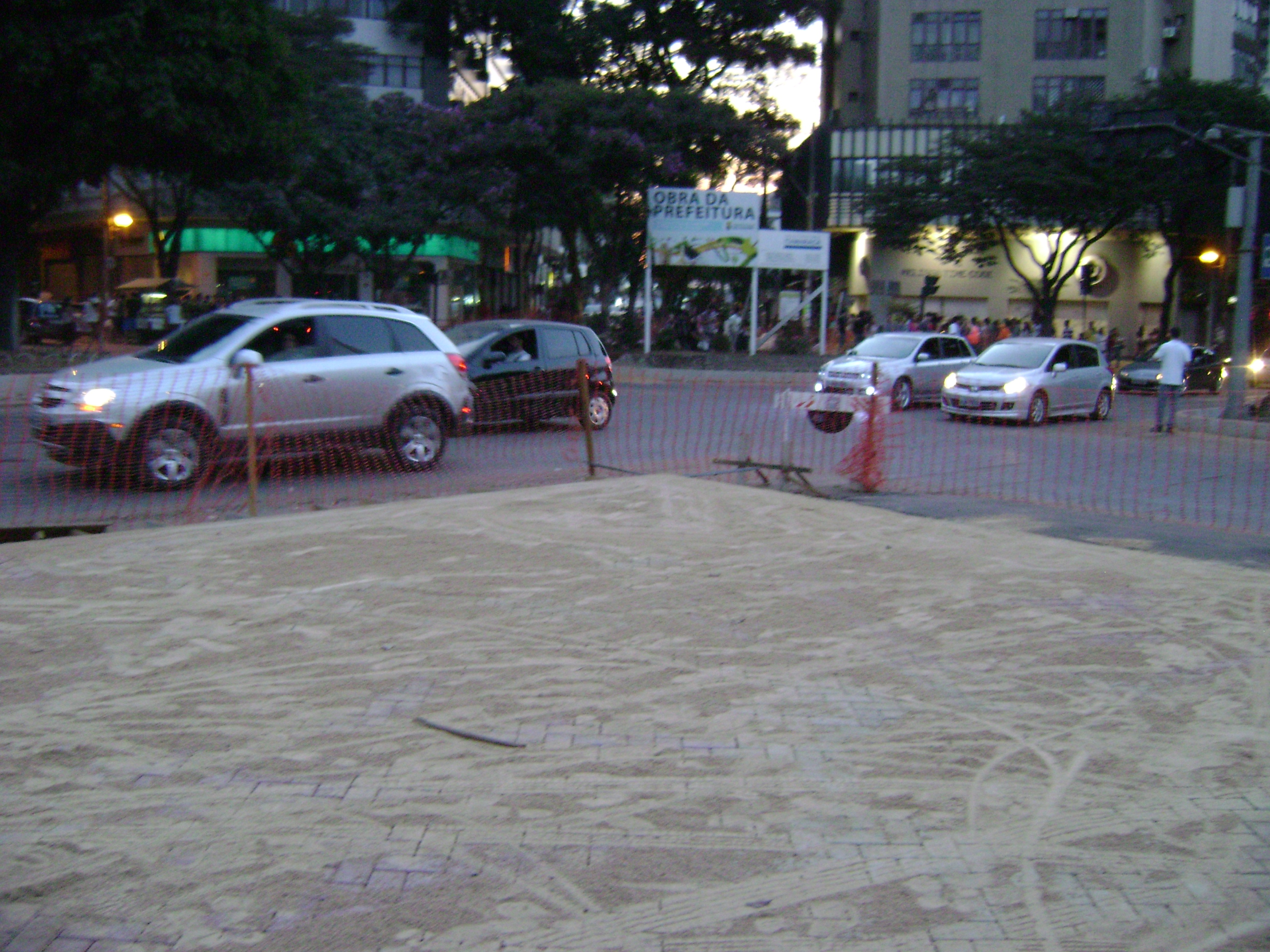
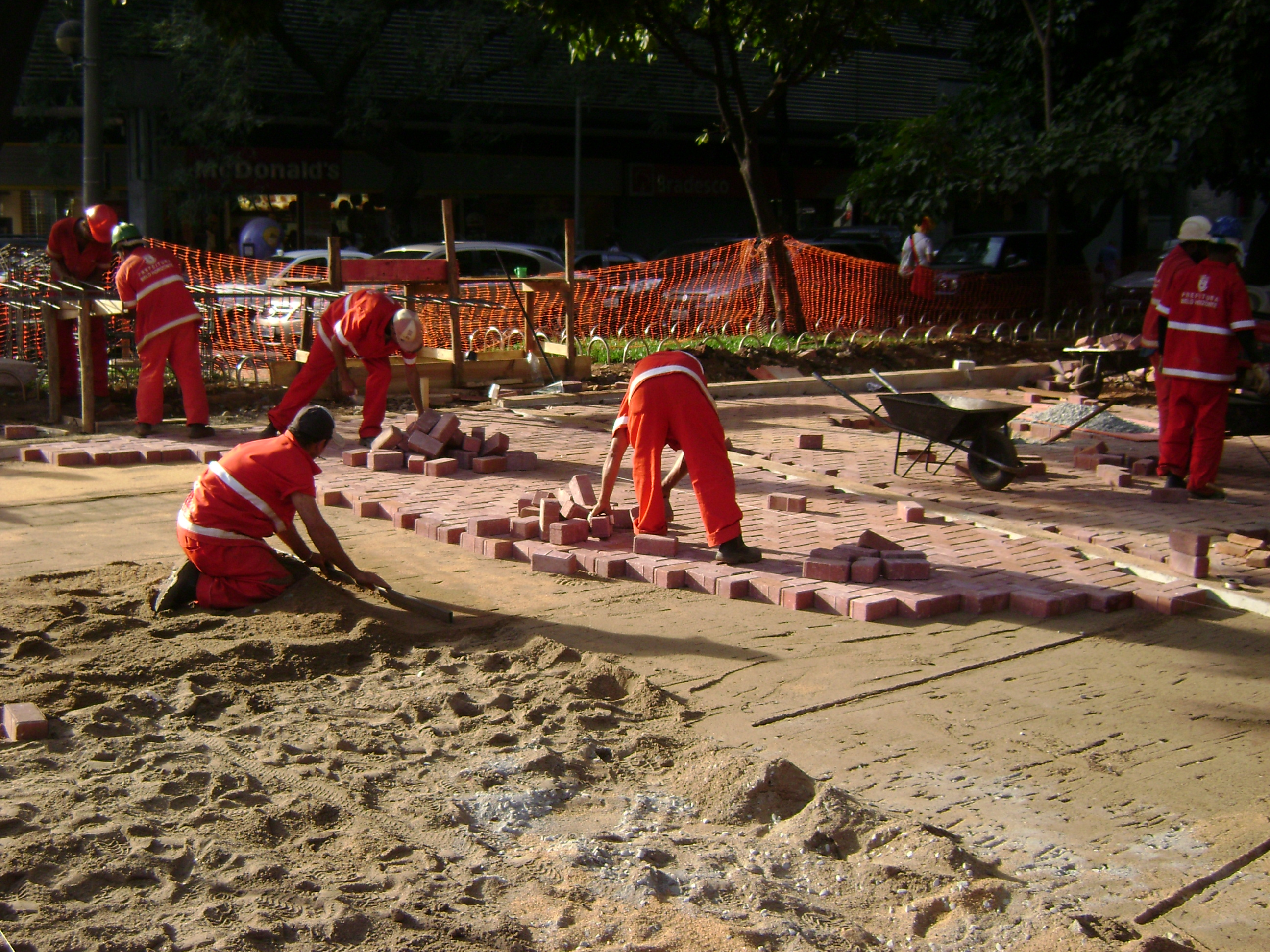
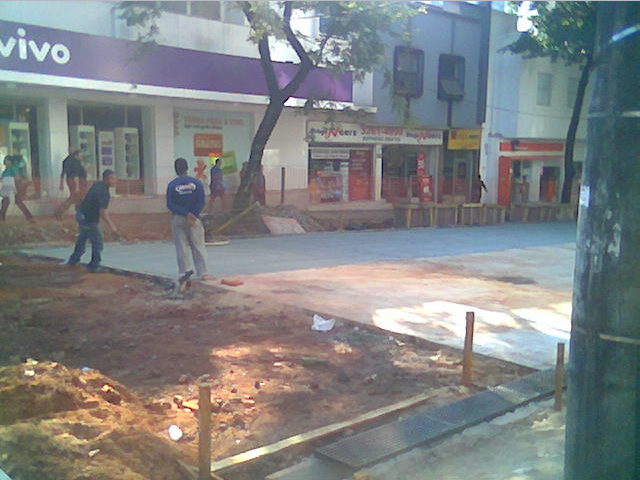
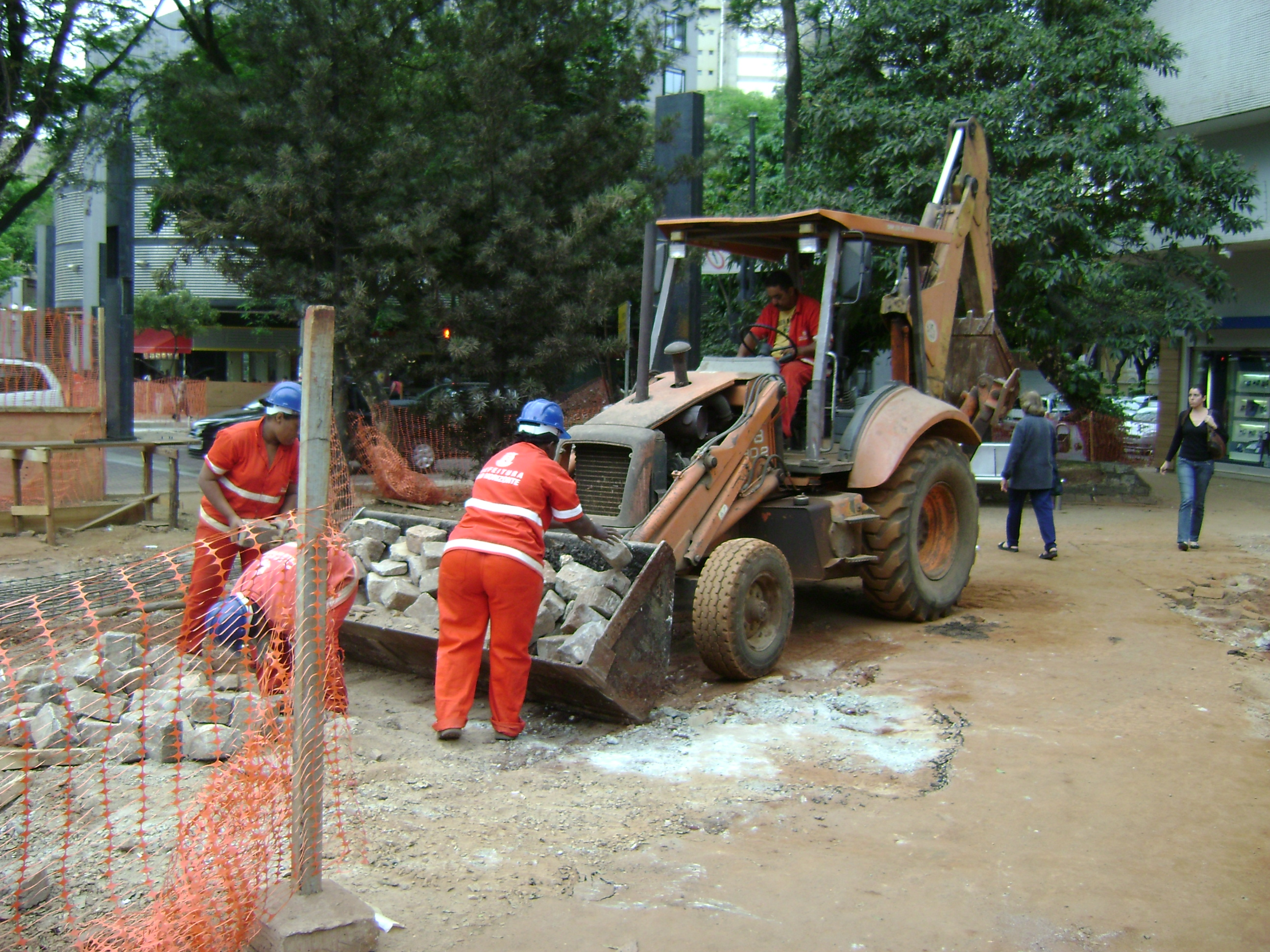
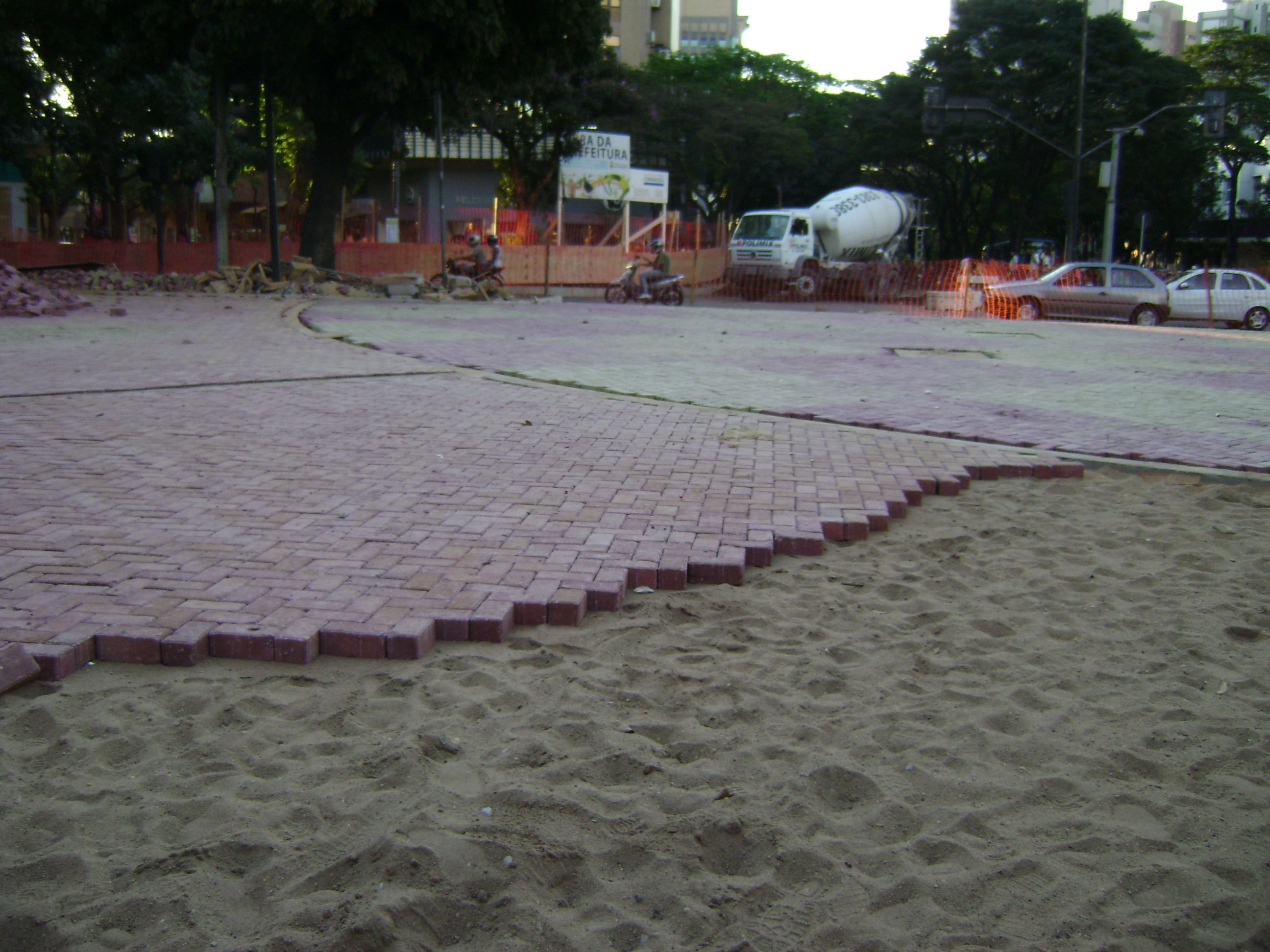
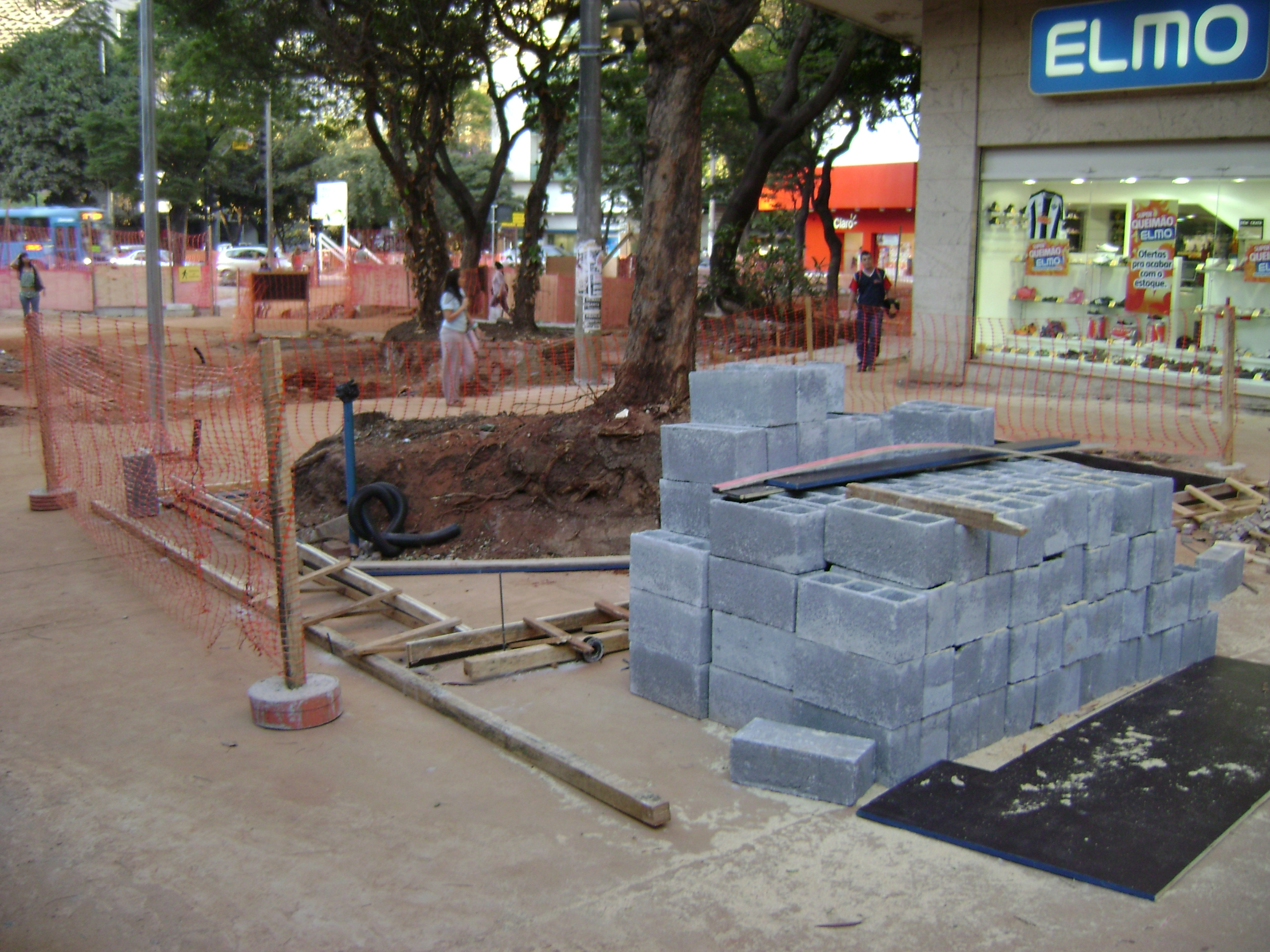
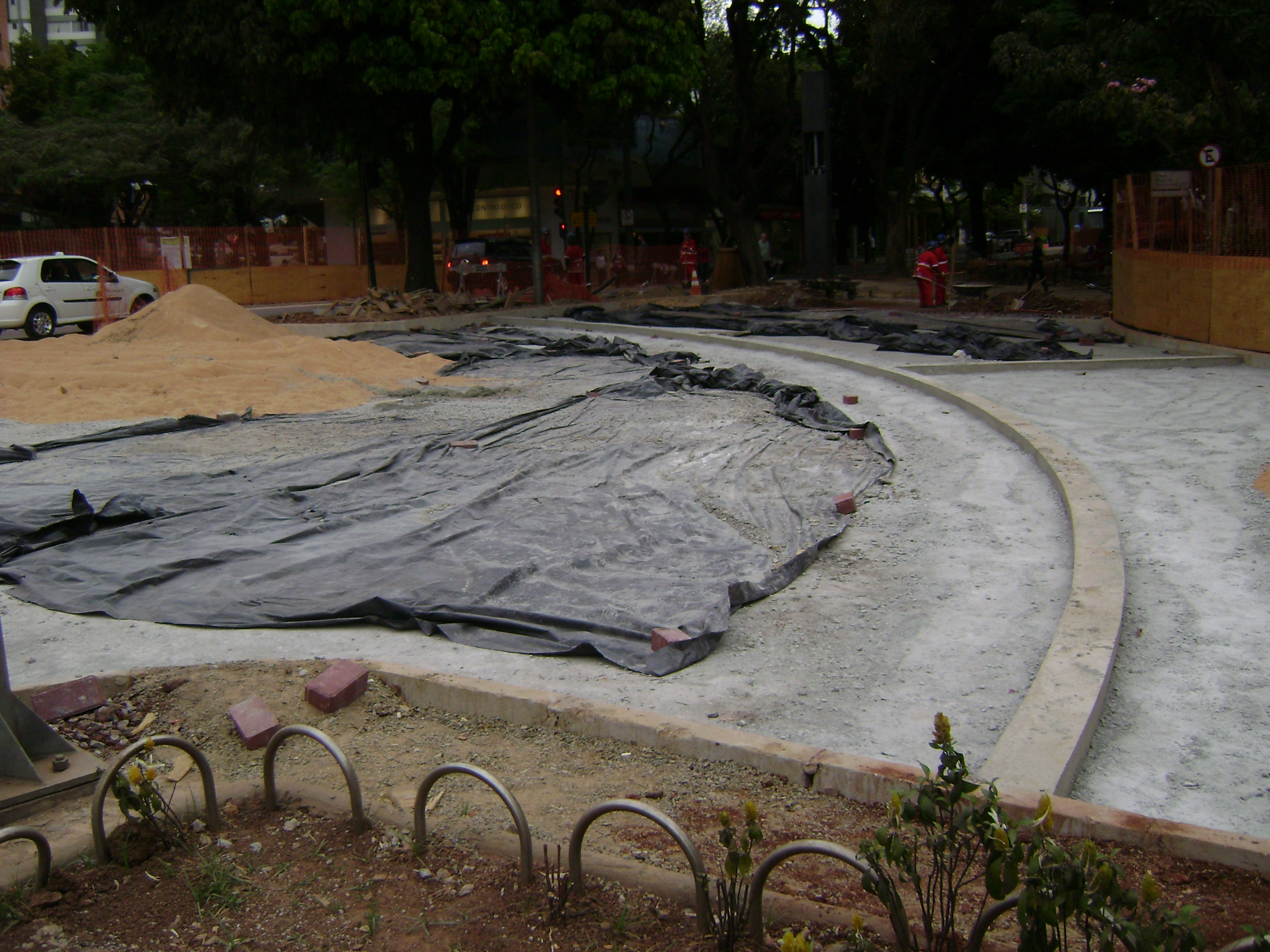
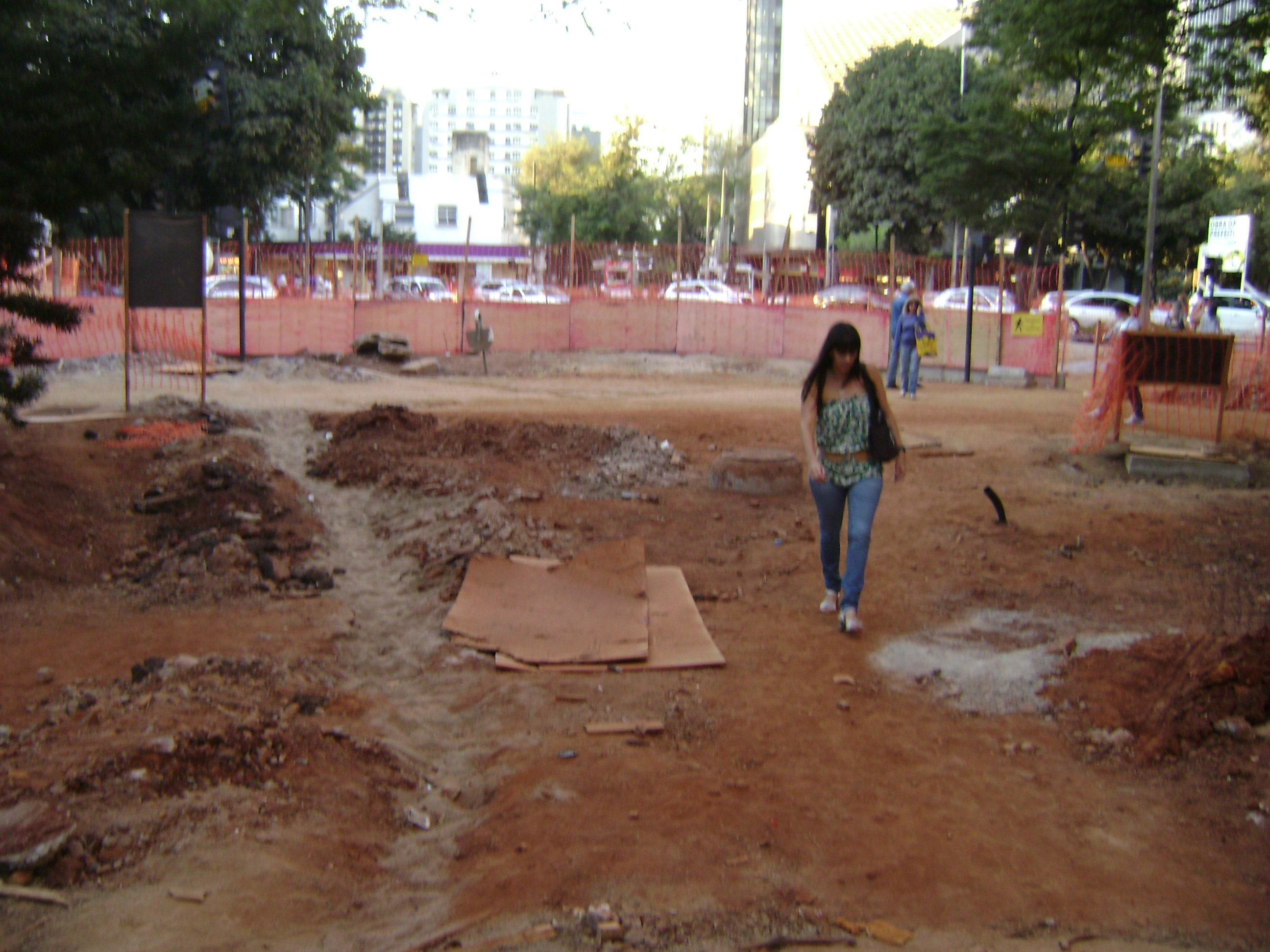
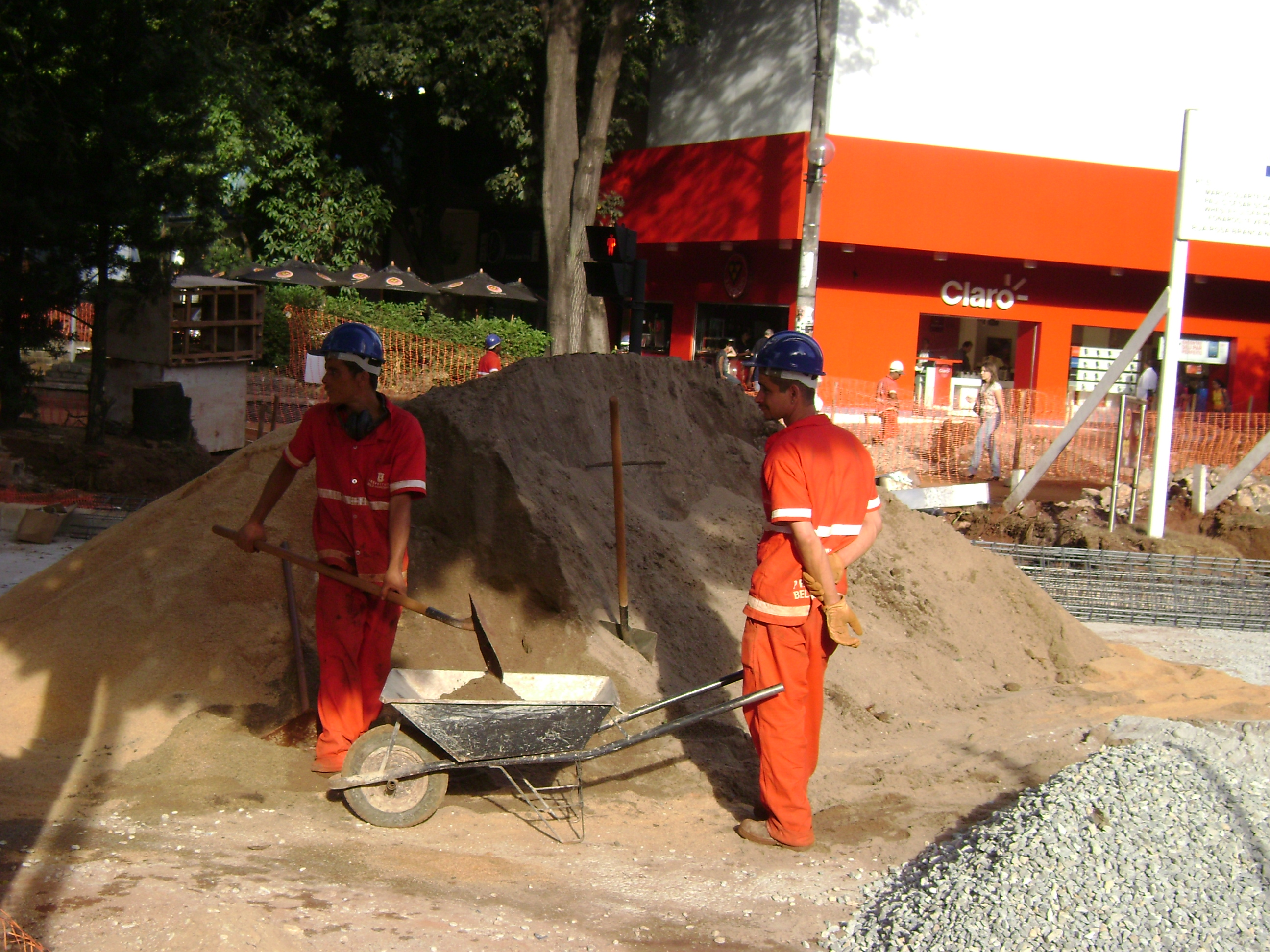
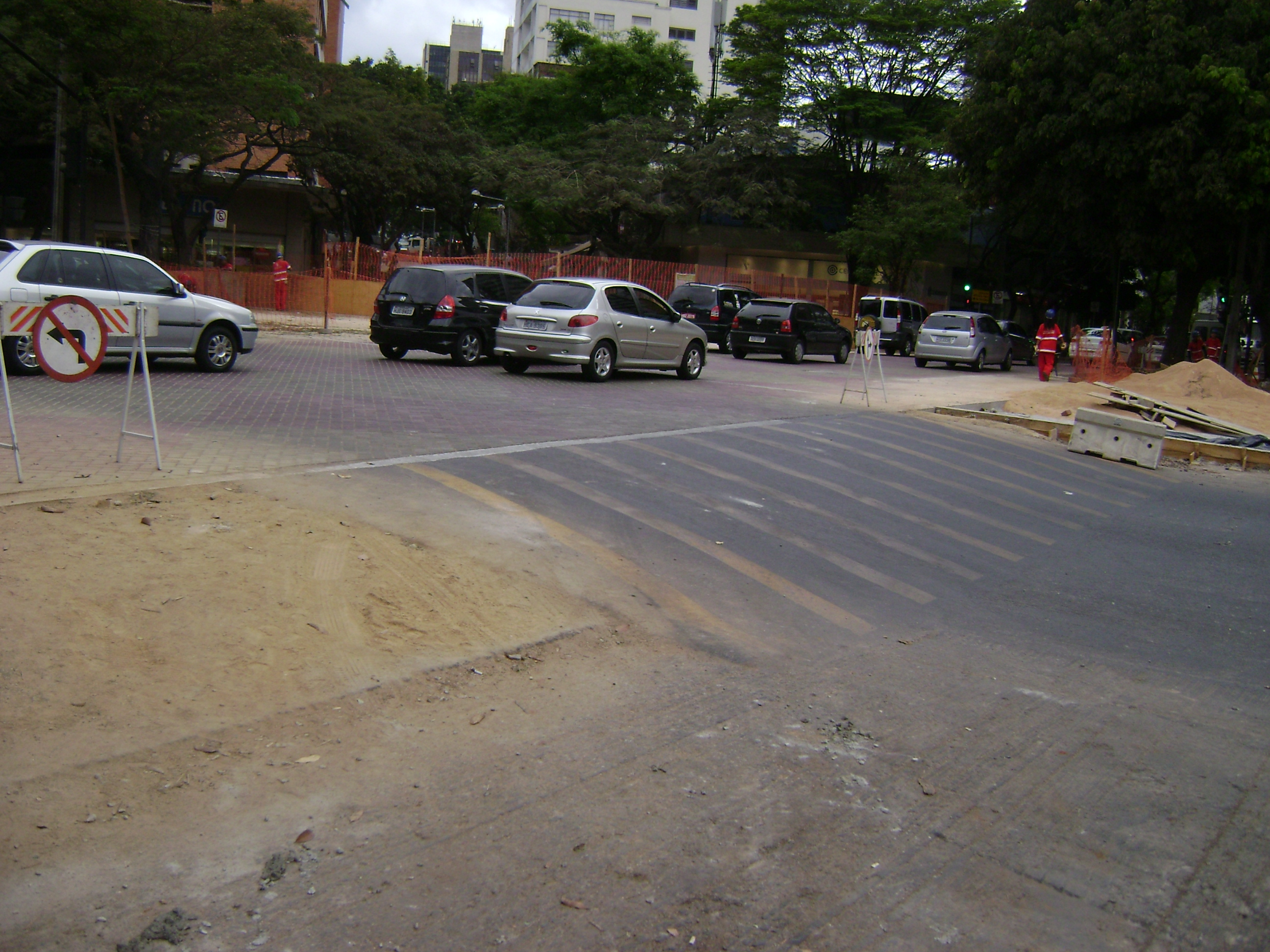

### Galeria da praça após a reforma

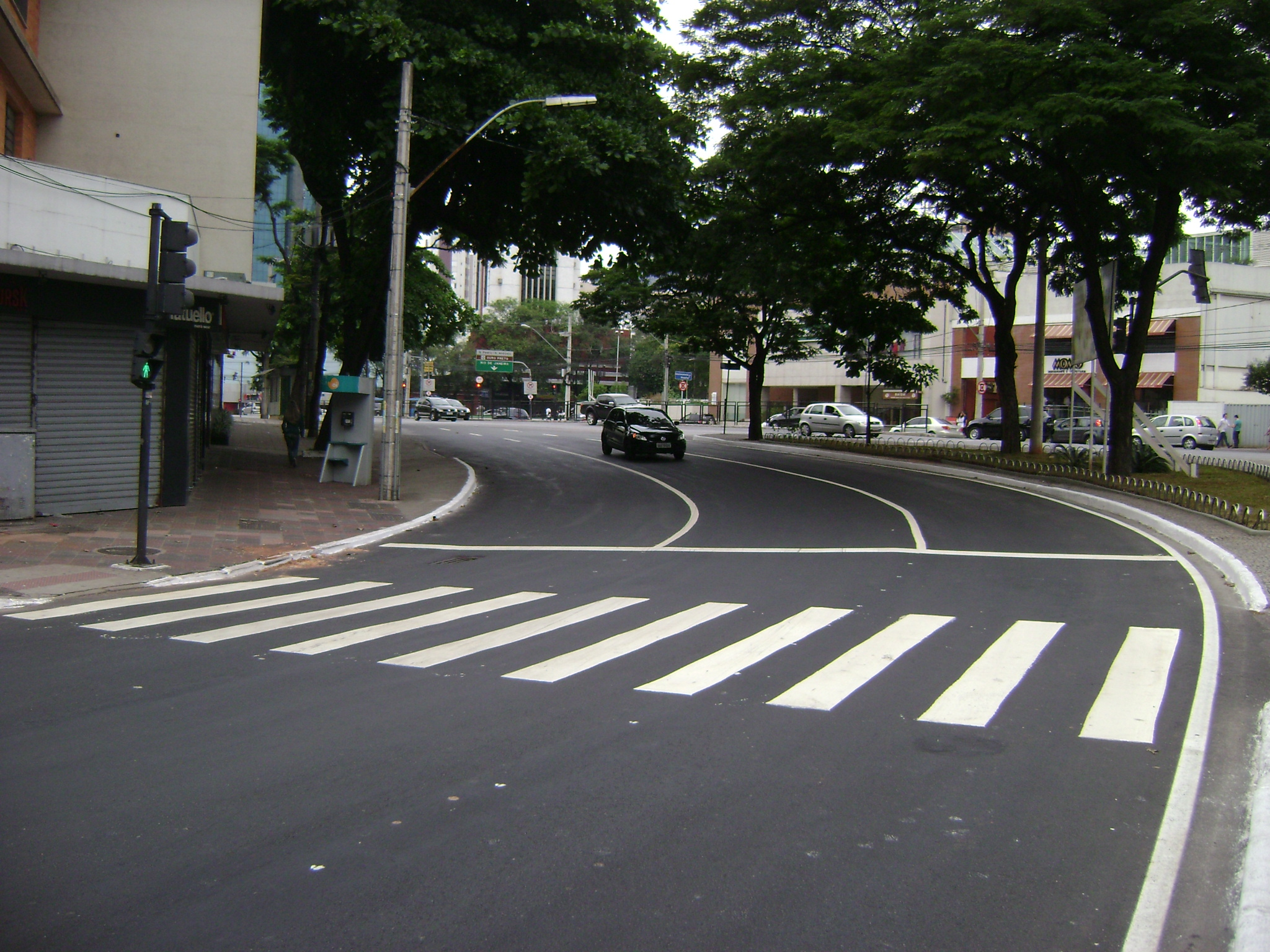
Avenida Cristóvão Colombo recapeada.
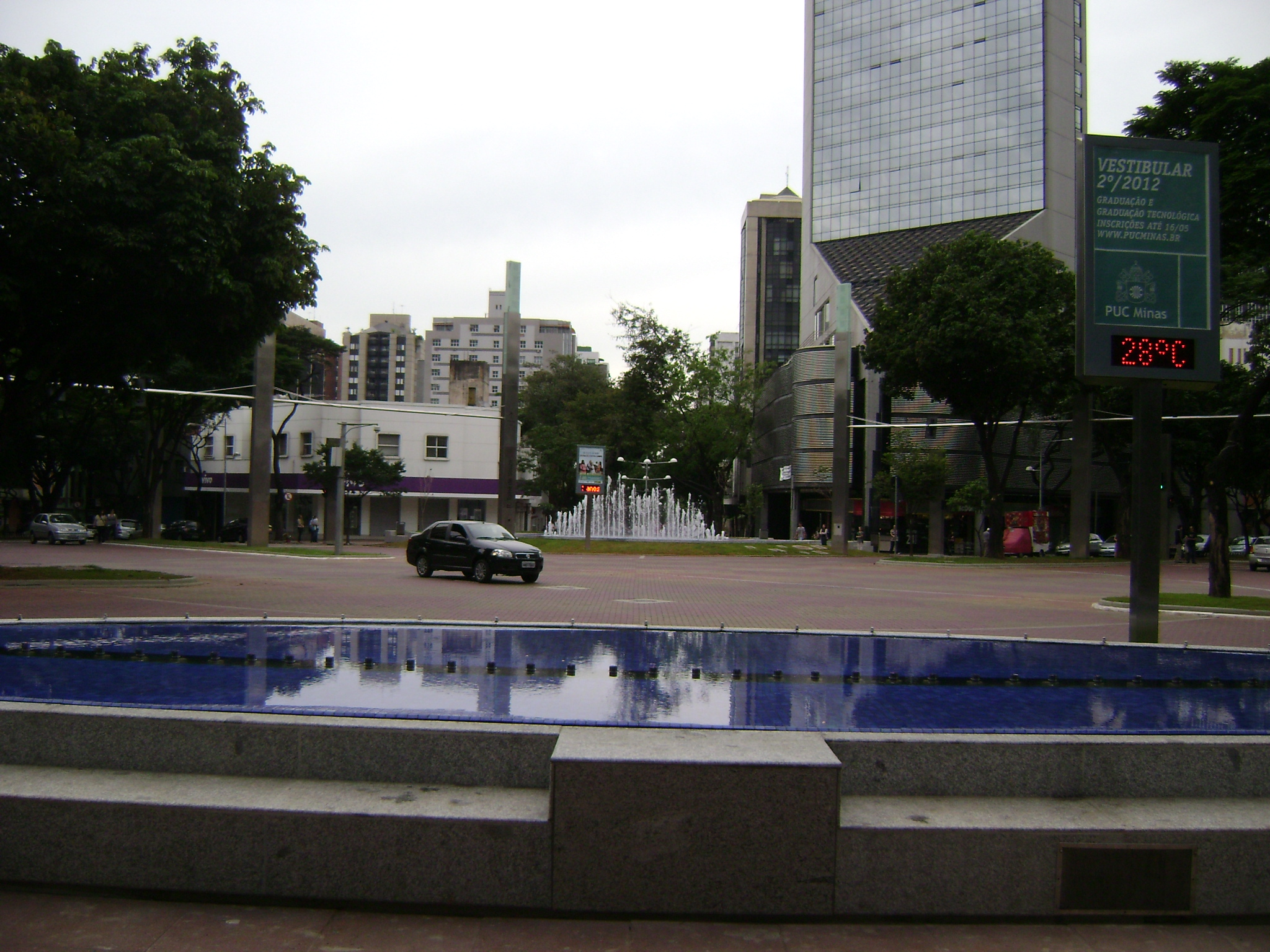
Praça após a reforma.
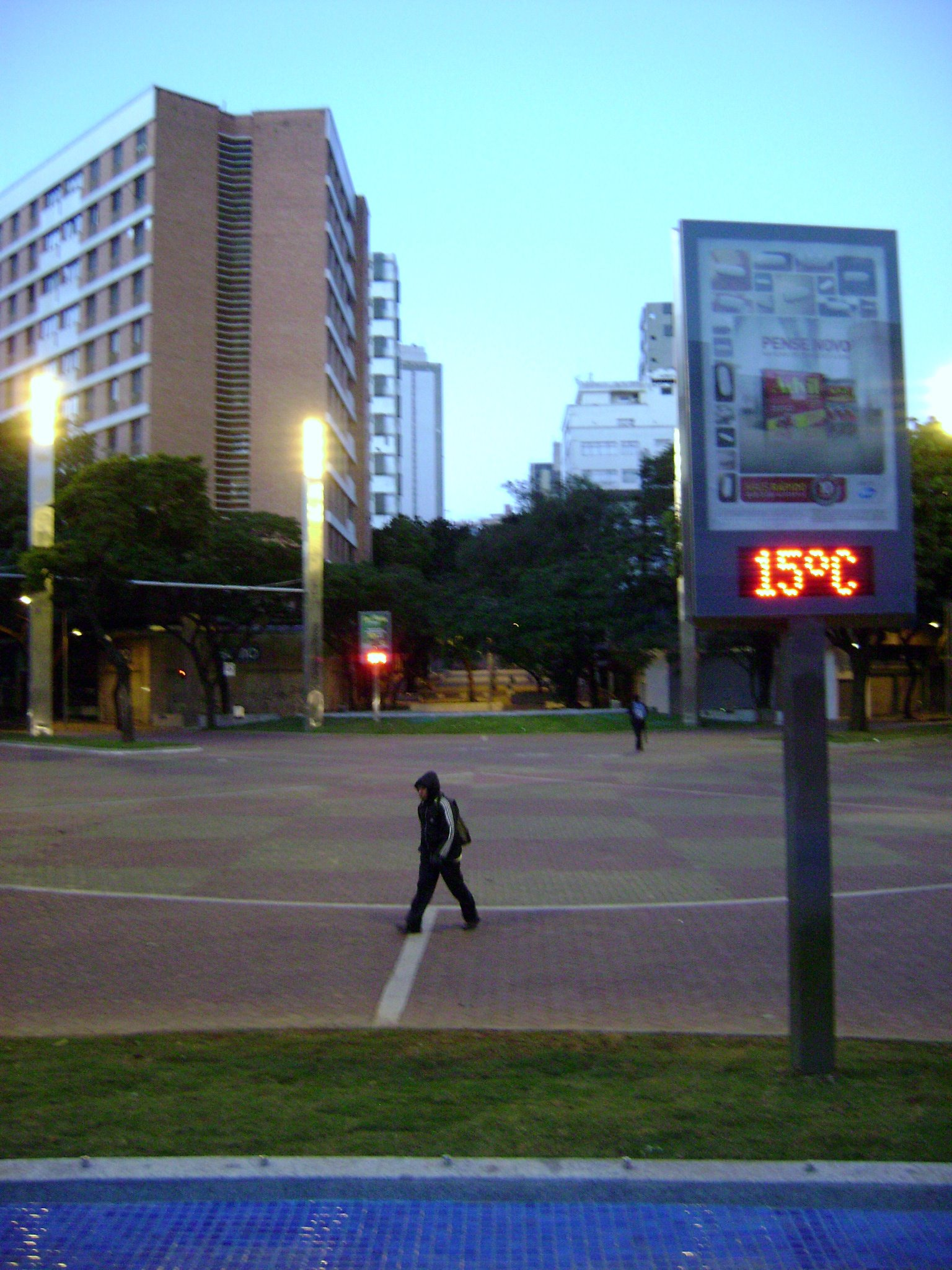
Termômetro na praça.
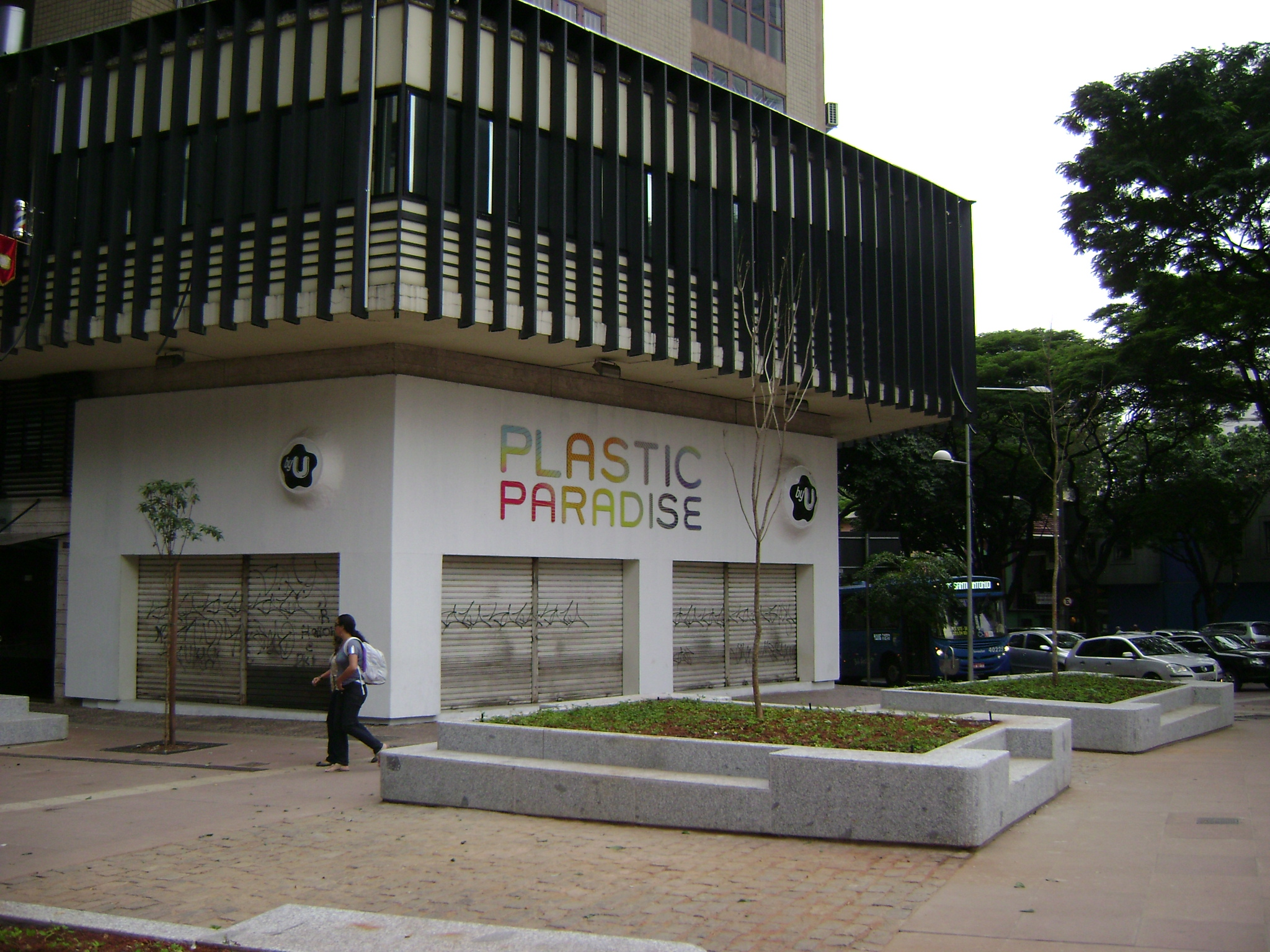
Loja da By U na praça.
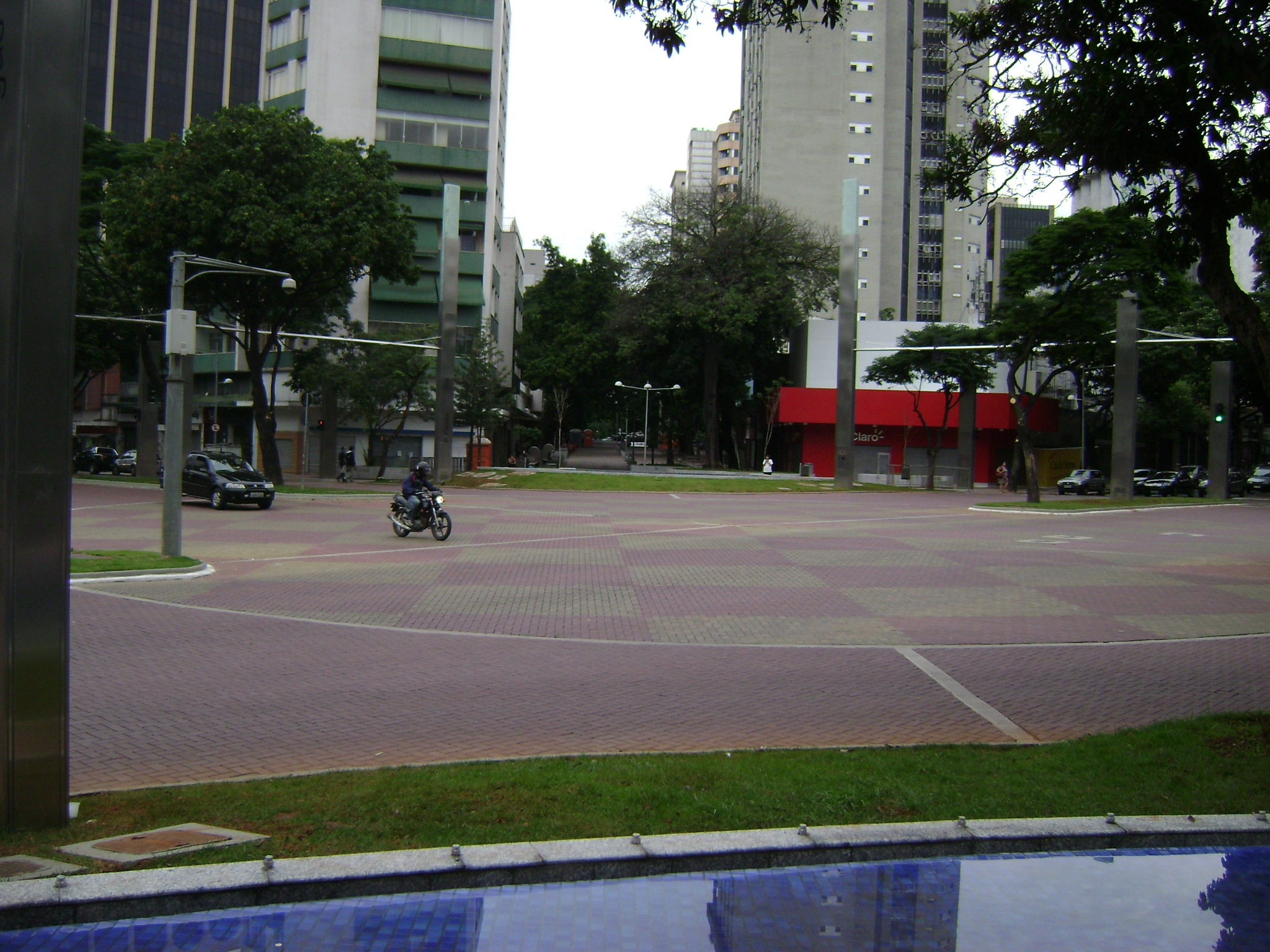
Praça após a reforma.
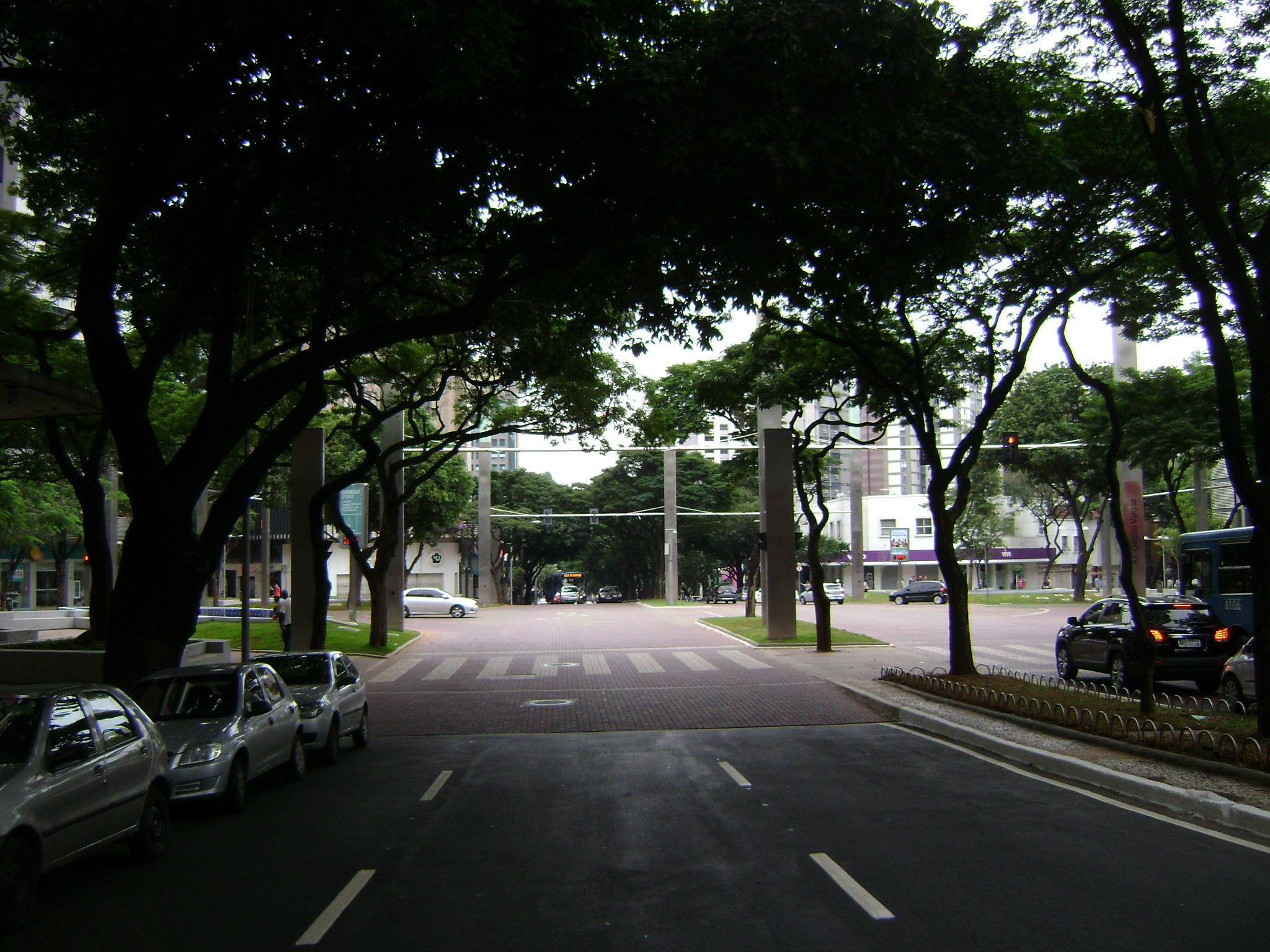
Avenida Cristóvão Colombo entrando na praça.
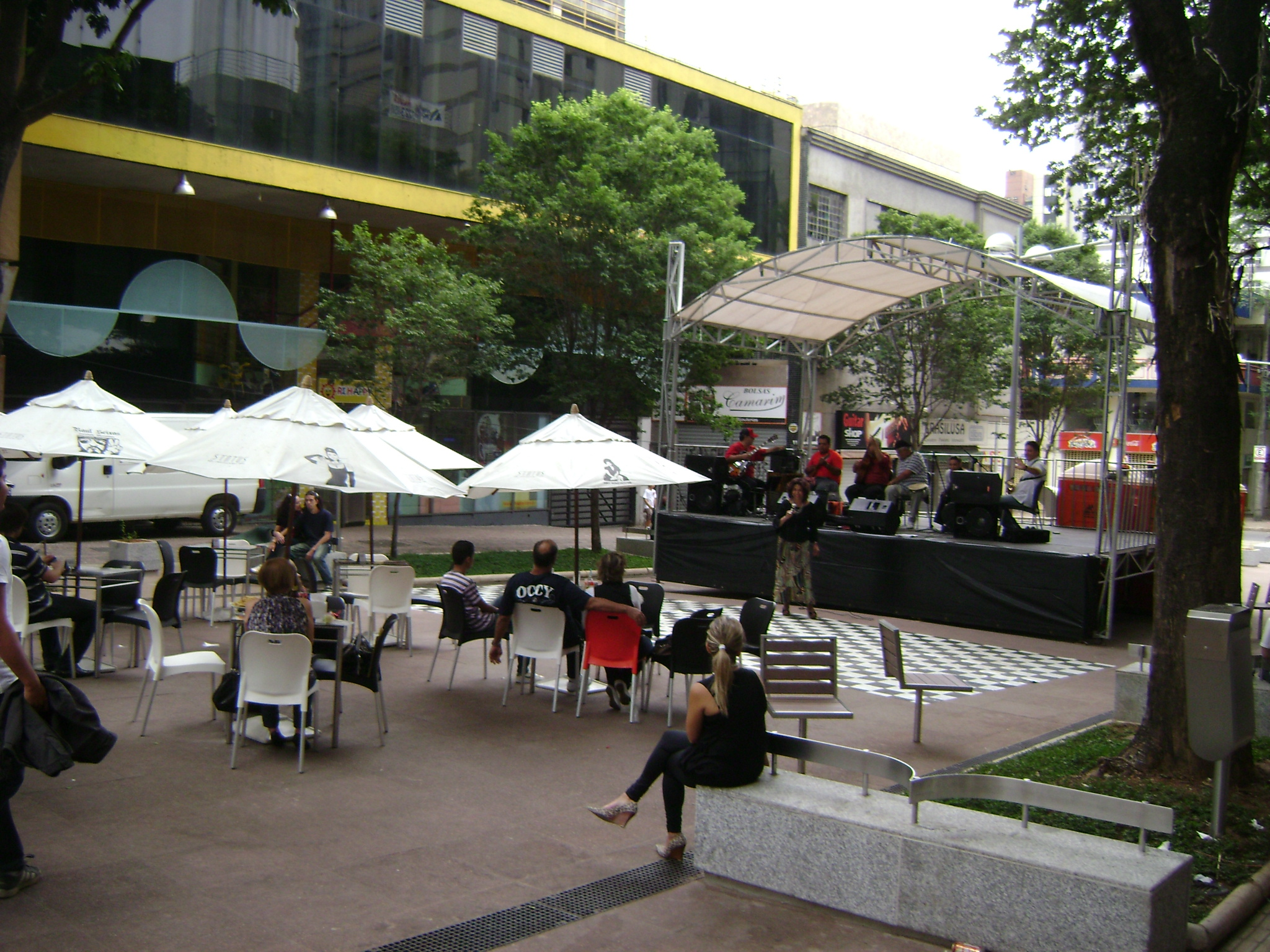
Show na praça.
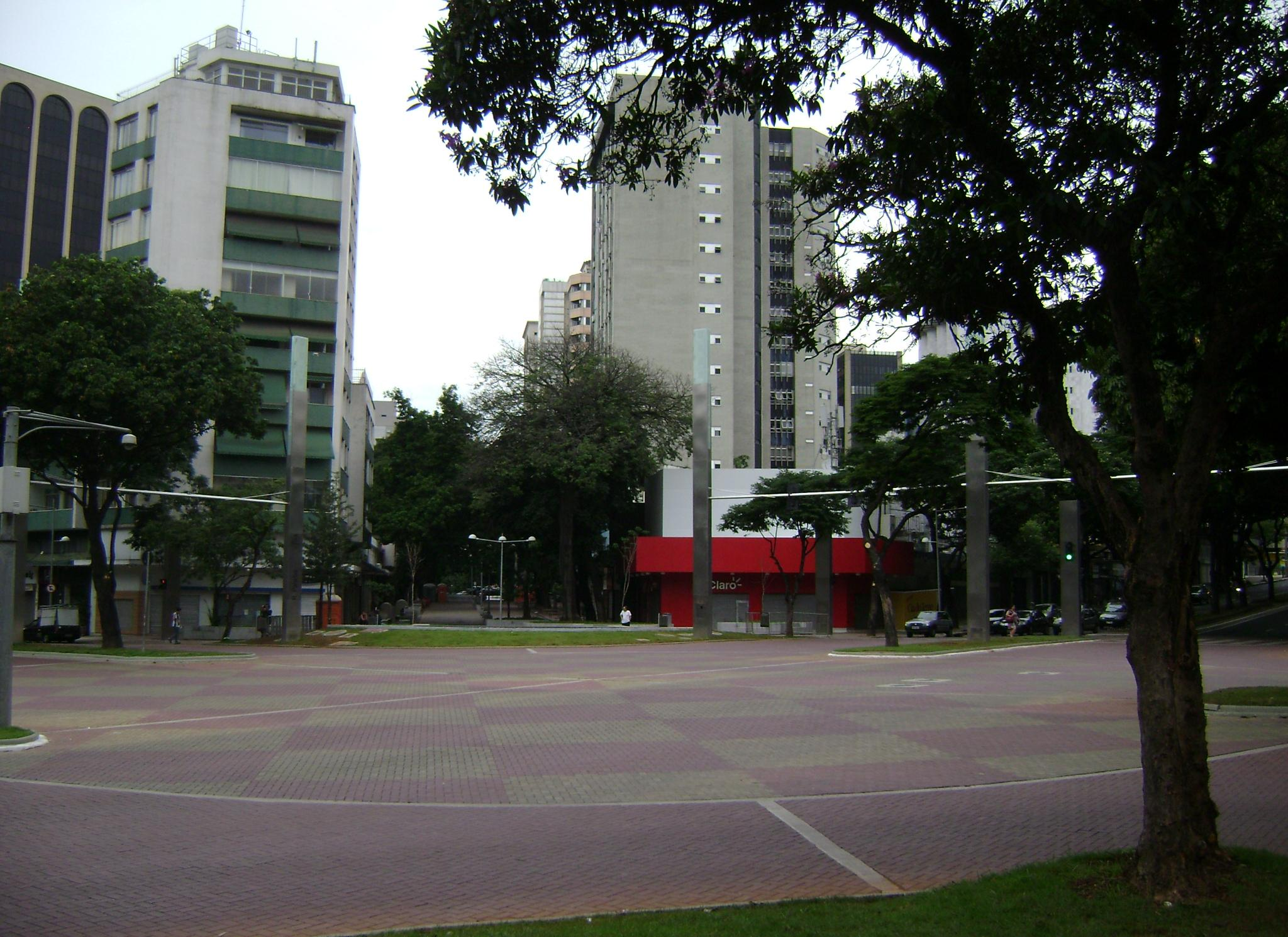
Calçamento da praça.
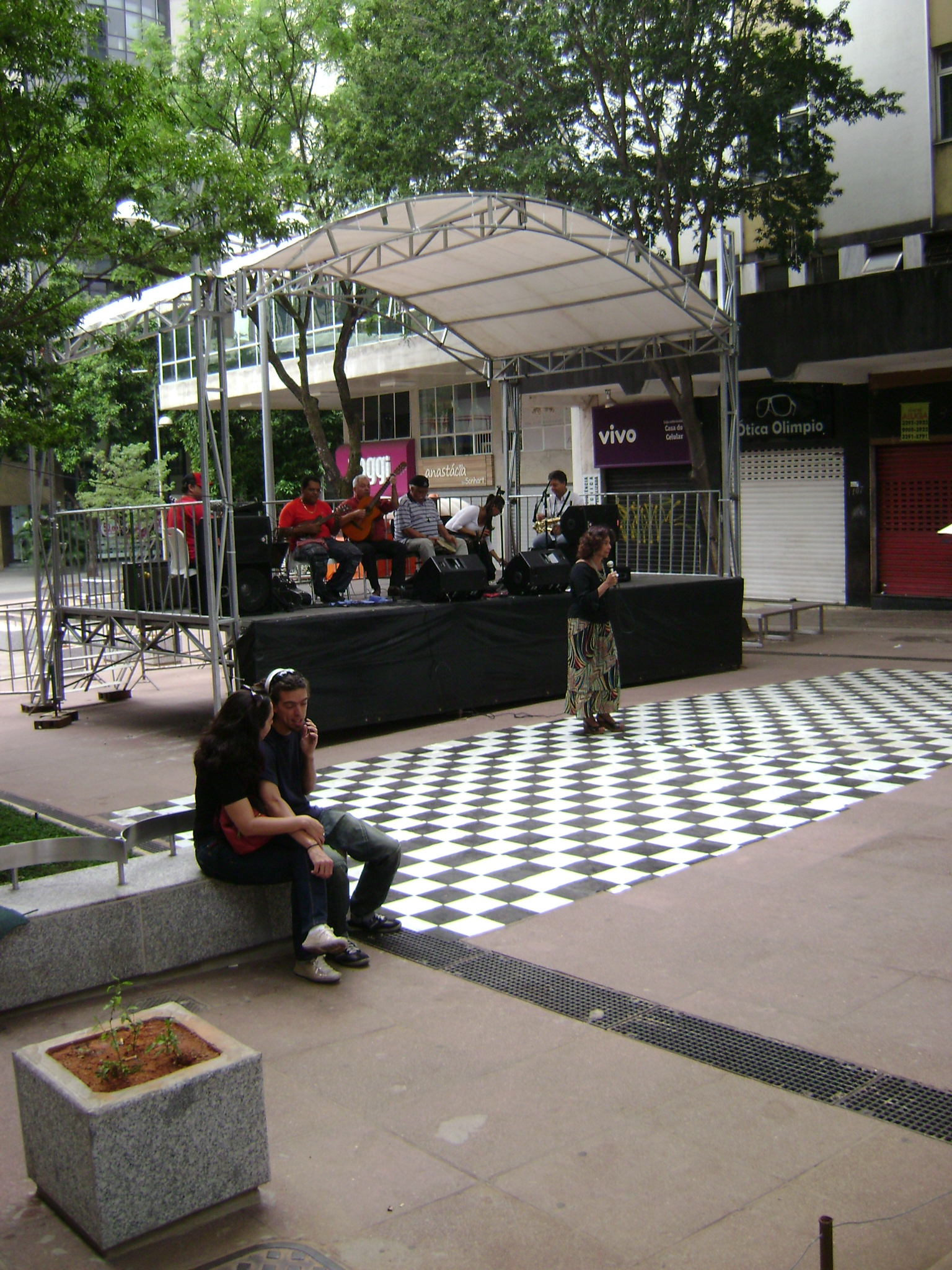
Show na praça após a reforma.
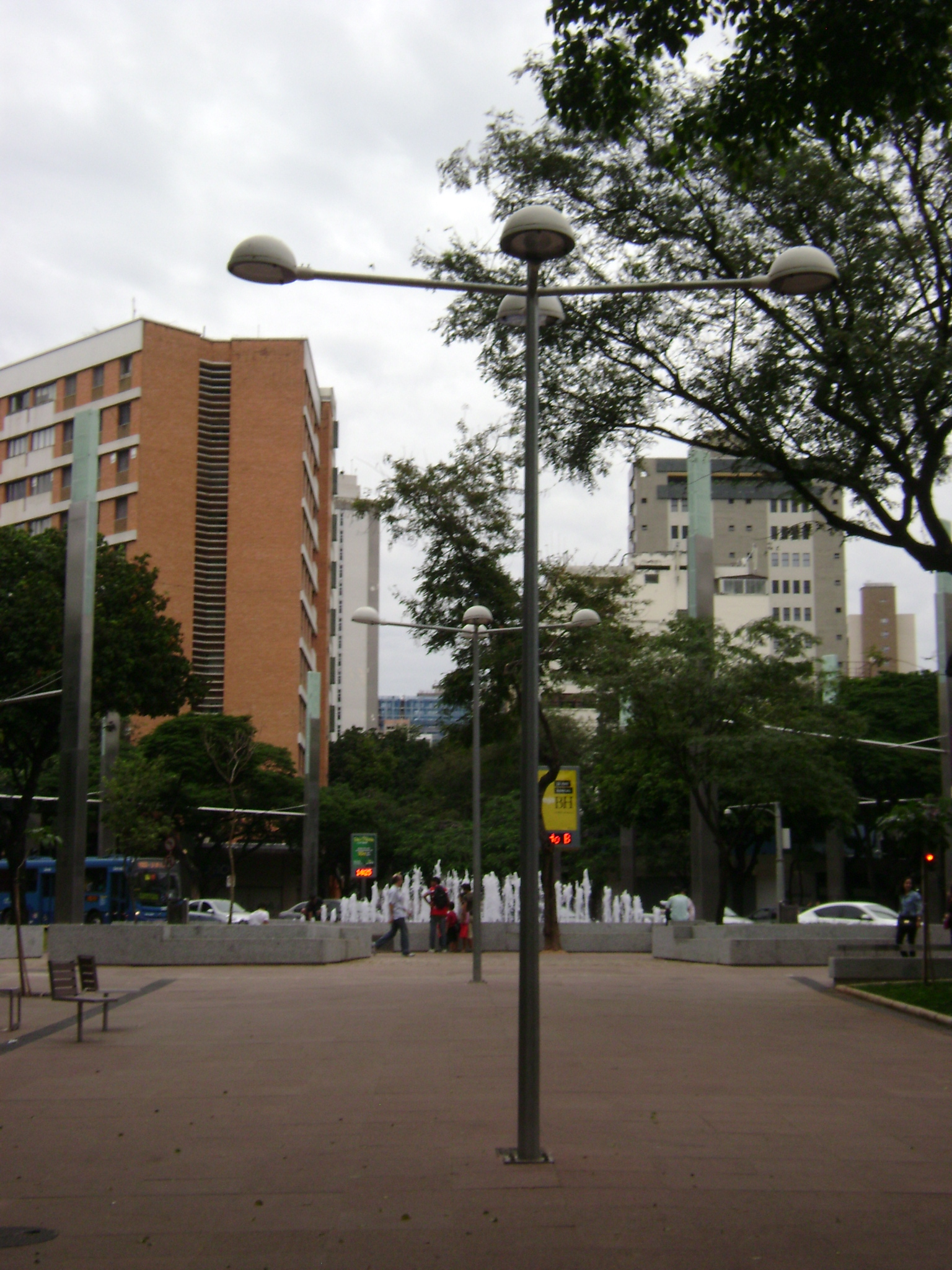
Poste na praça.
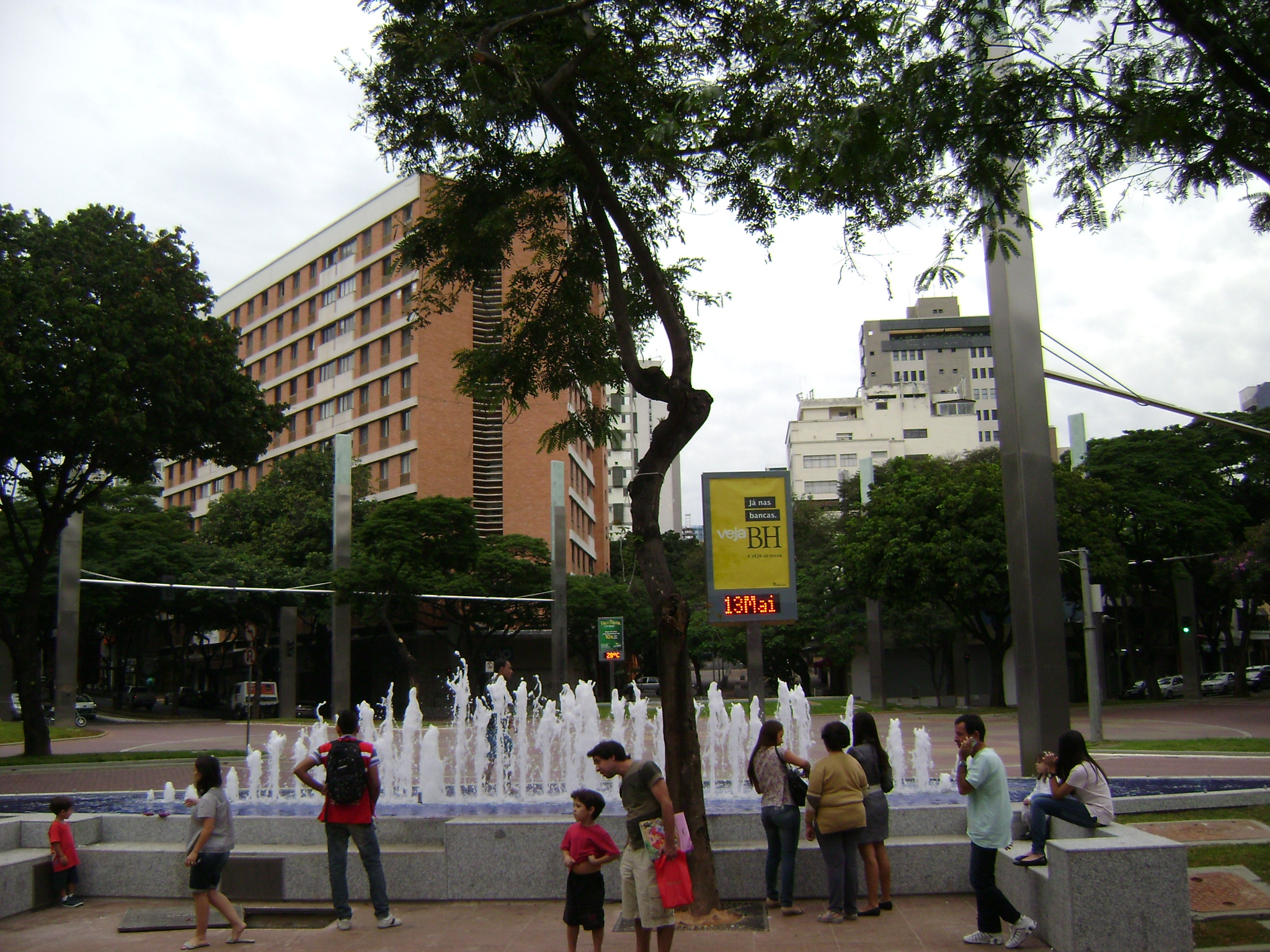
Chafariz na praça.
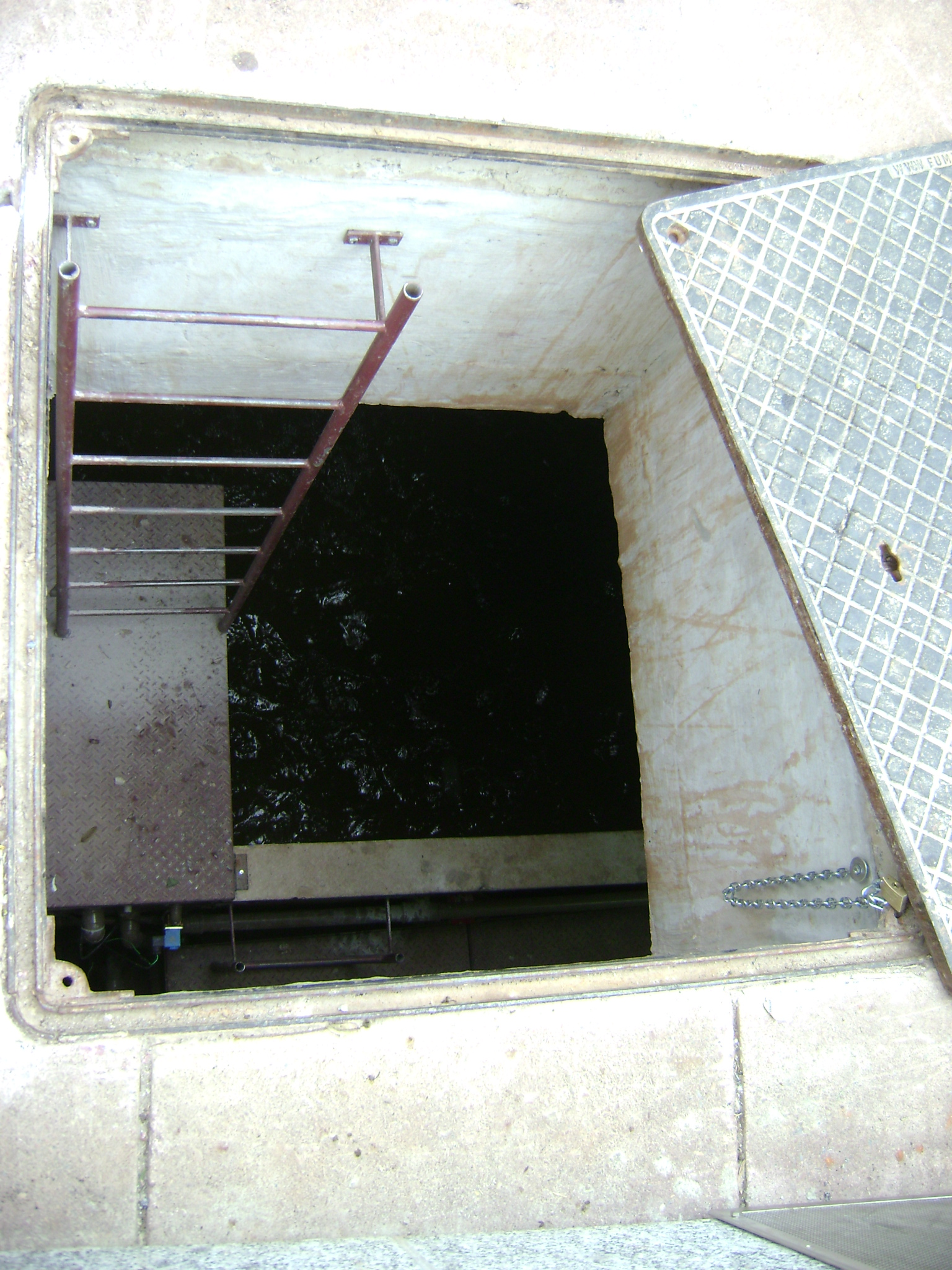
Fossa na praça.
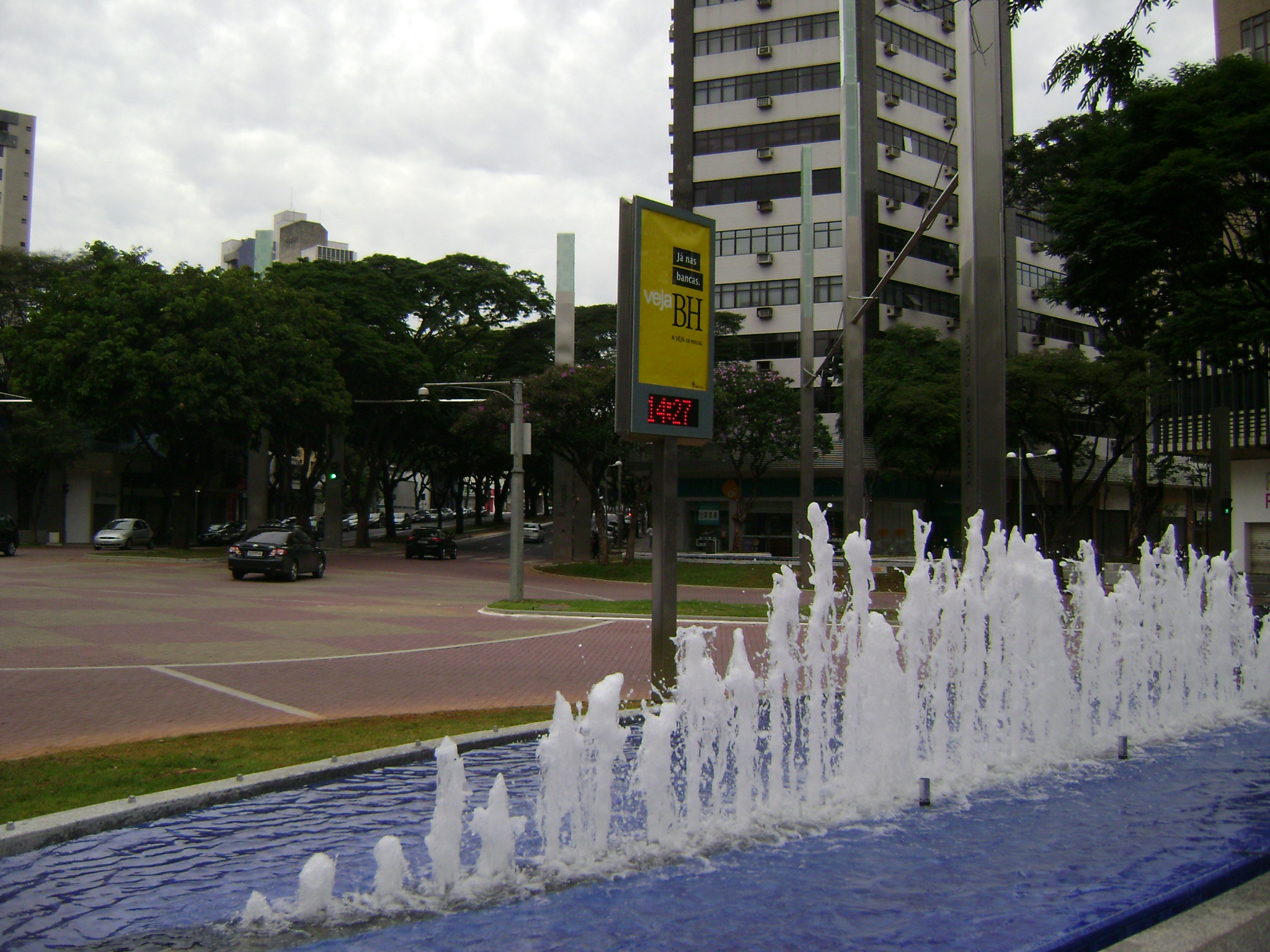
Chafariz na praça.
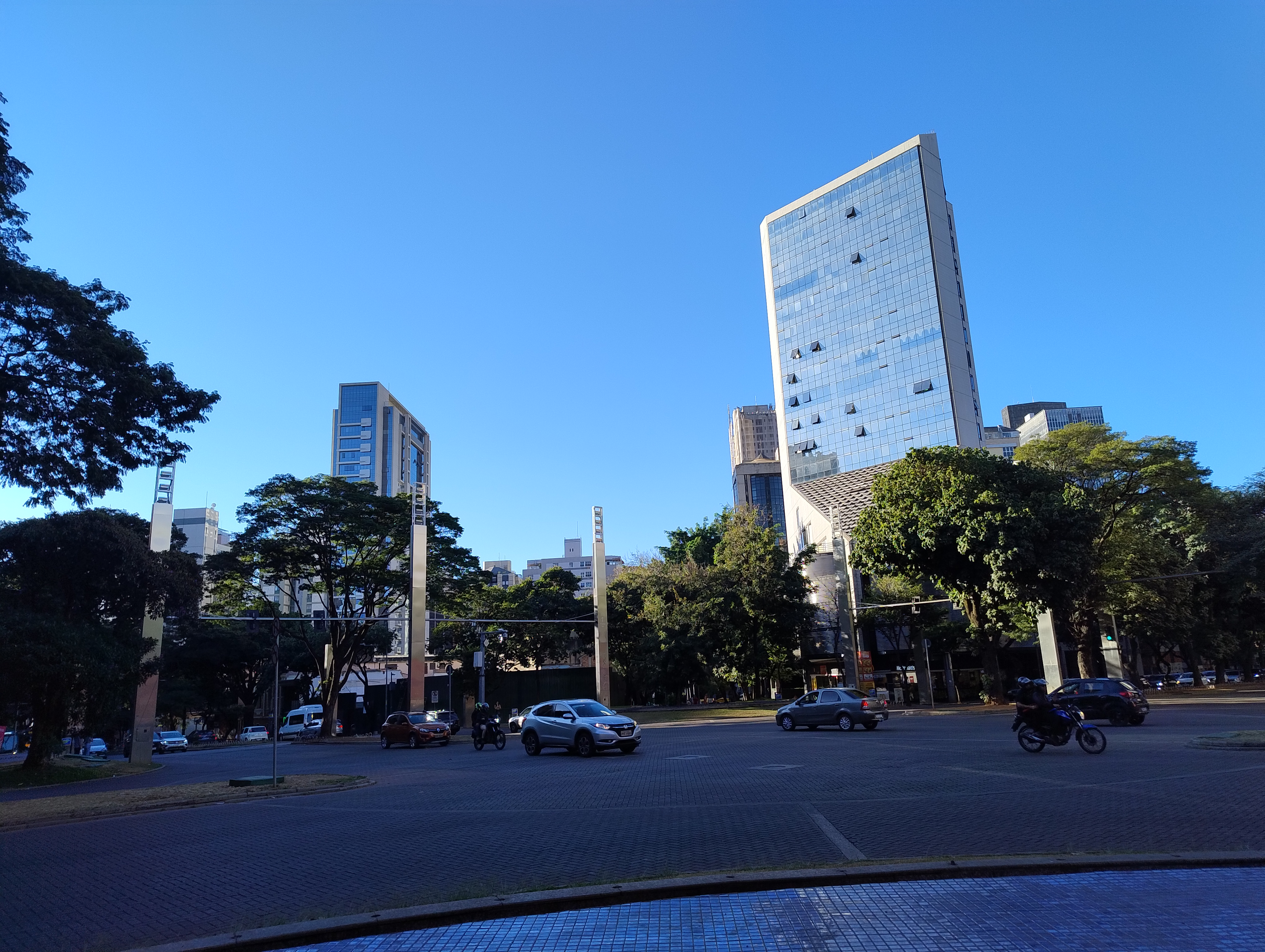
Panorama da praça.
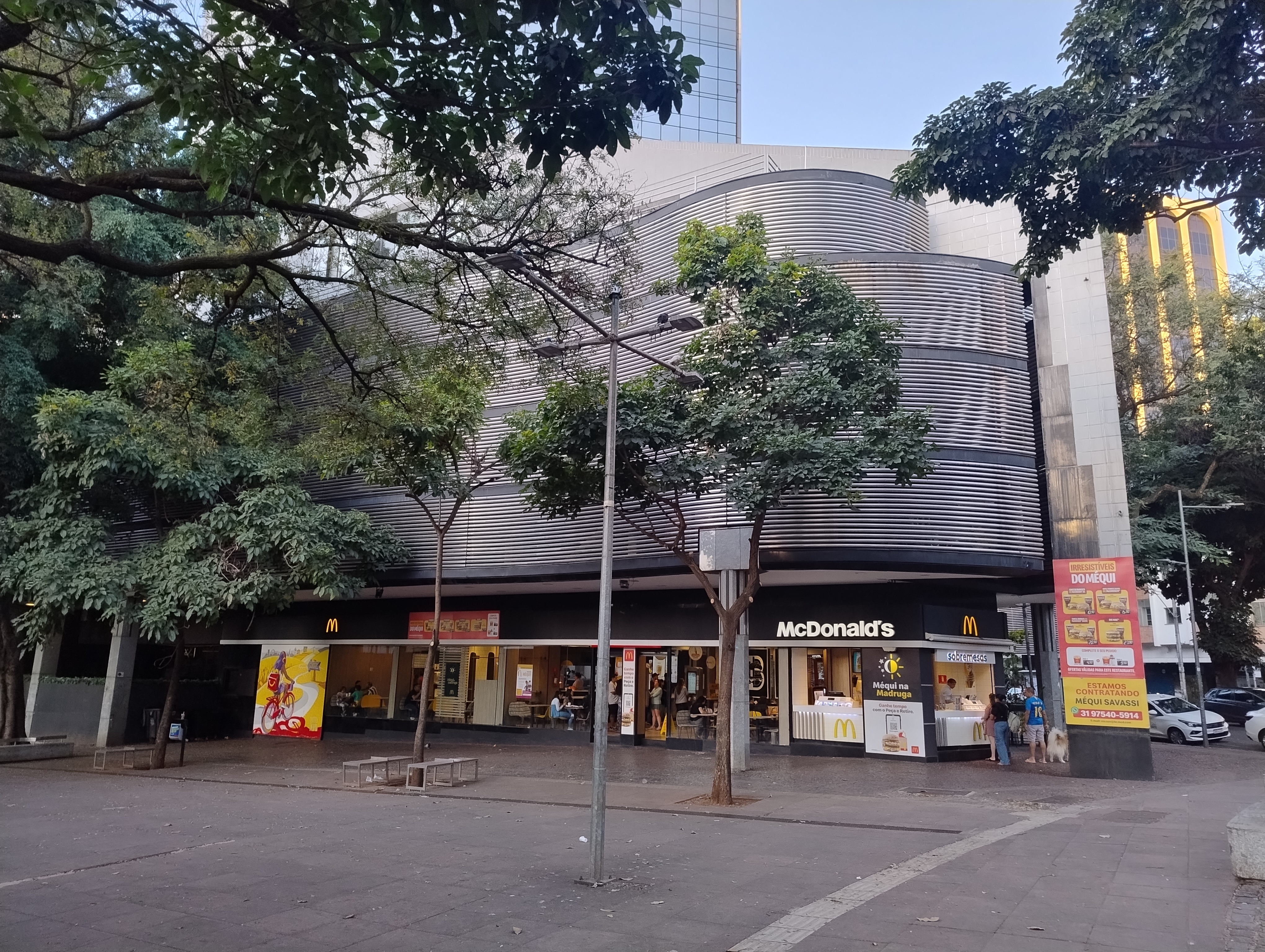
McDonald's na praça.